# Traviesa

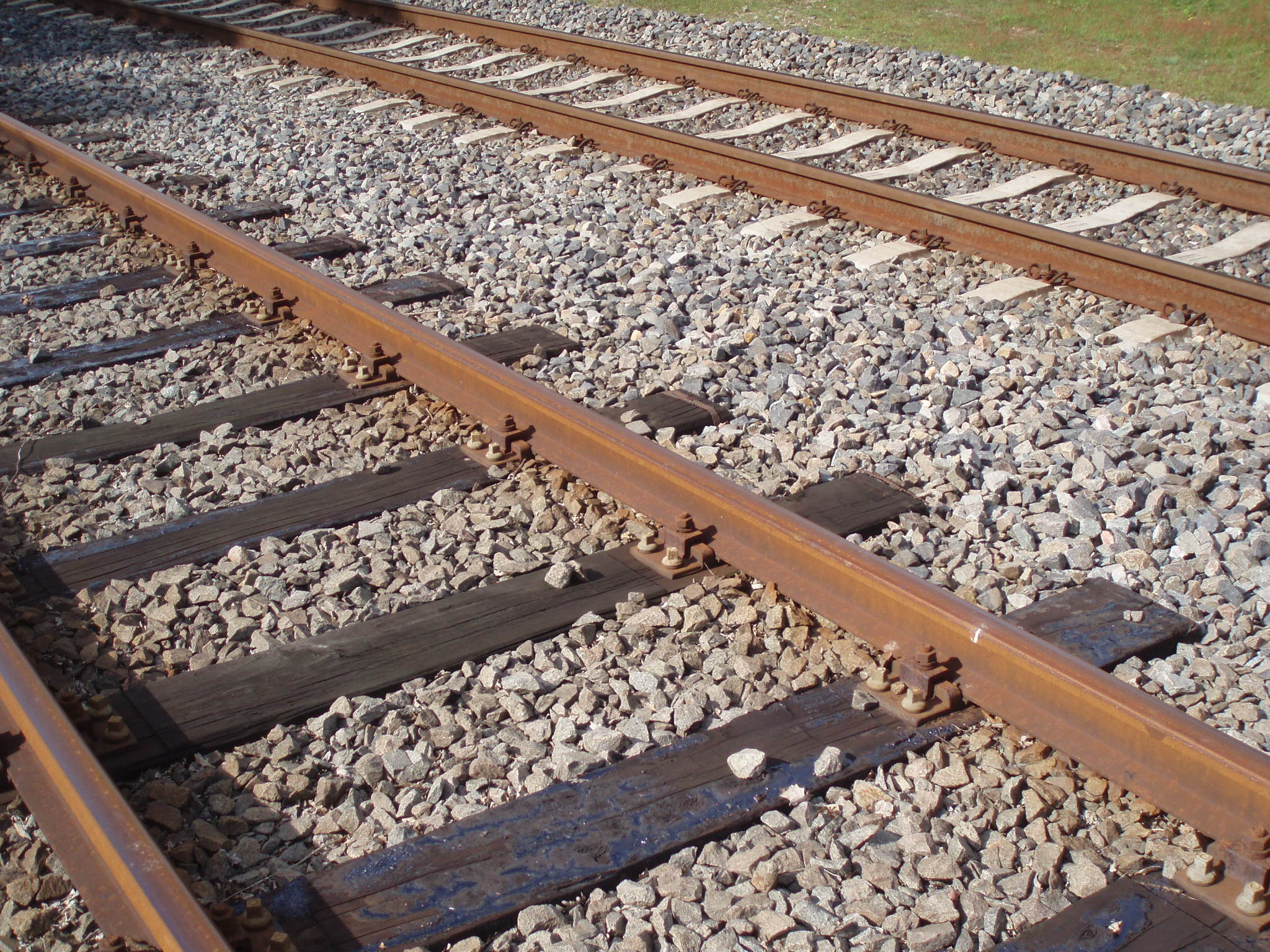
Las traviesas de madera, en primer plano, se utilizan tradicionalmente en muchos ferrocarriles. En segundo plano aparece una vía con traviesas de hormigón

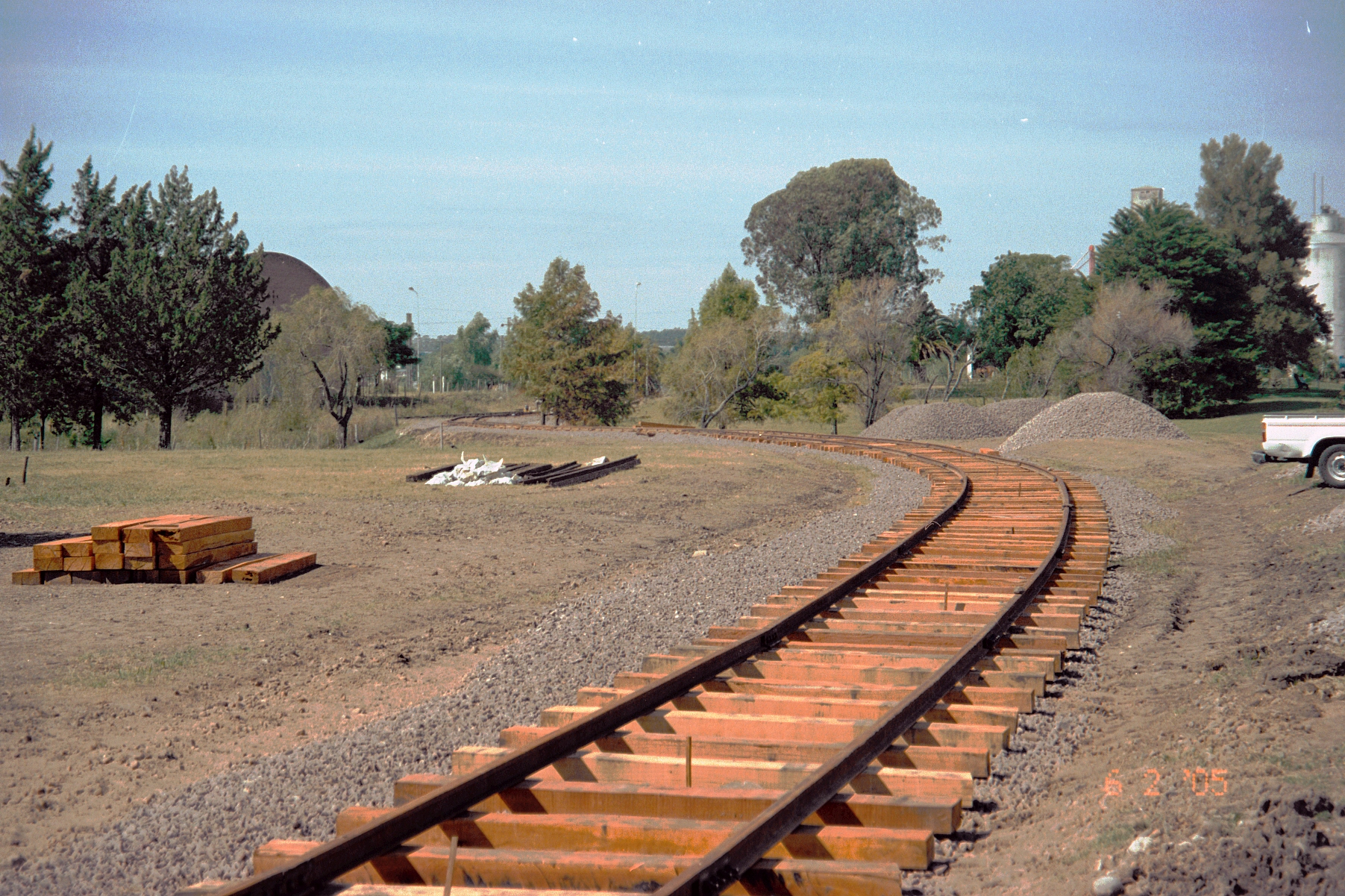
Montaje sobre durmientes de eucalipto de un ramal secundario para transporte de arroz, en Tacuarembó, Uruguay

En las vías férreas, las traviesas o durmientes (como se denominan en Hispanoamérica) son los elementos transversales al eje de la vía que sirven para mantener unidos y a la vez a una distancia fija (ancho de vía, trocha o galga) los dos carriles (rieles) que conforman la vía. Además, transmiten el peso y los esfuerzos laterales y longitudinales generados por el material rodante al balasto, y por intermedio de este, a las capas de la plataforma ferroviaria y finalmente al terreno. También cumplen la función de dar peso al conjunto, de manera que la geometría inicial del trazado se mantenga estable en la mayor medida posible. Se fabrican de diversos materiales, entre ellos madera, acero y hormigón pretensado.
En Europa y Asia, con numerosas líneas de alta velocidad y tráfico intenso, se ha impuesto el uso de traviesas de hormigón pretensado, más duraderas y con menores necesidades de mantenimiento. Sin embargo, en el resto del mundo, el uso de la madera sigue estando muy extendido, como en el caso de los Estados Unidos, donde en el año 2008 el 91,5 % de las traviesas utilizadas seguían siendo de madera. En el caso de España, a comienzos del siglo XXI tan solo el 8 % de las traviesas eran de madera, con valores del orden del 25 % en países como Francia o Alemania.
También se han desarrollado algunas tecnologías innovadoras de fabricación de traviesas con materiales plásticos compuestos, así como sistemas de traviesas con formas especiales (como los diseños en "Y" o los bloques cuadrados con un hueco central), pero su uso de momento no se ha generalizado.

## Historia

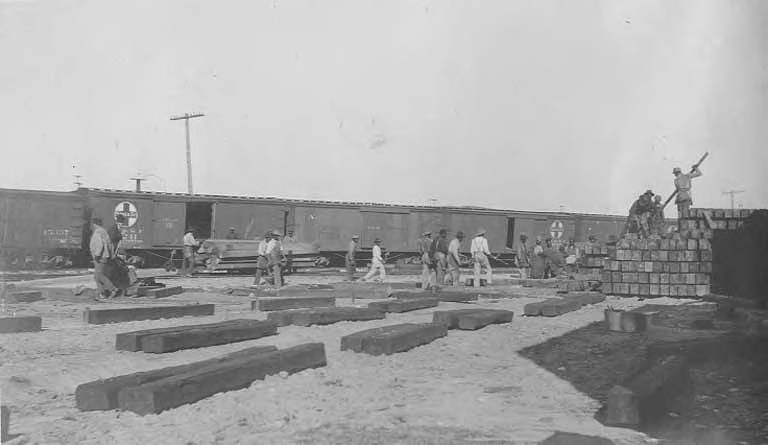
Acopio de traviesas de madera en Texas (1909)

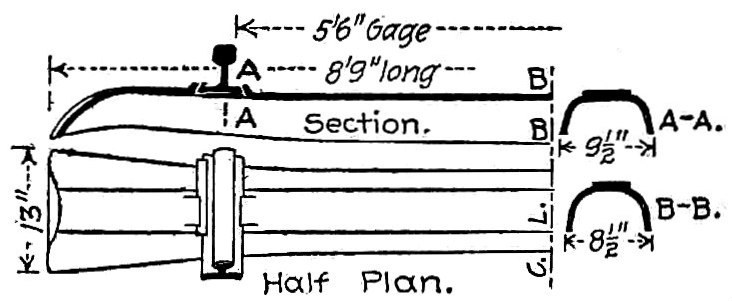
Sección y planta de una traviesa de acero. Vía de ancho indio (1905)

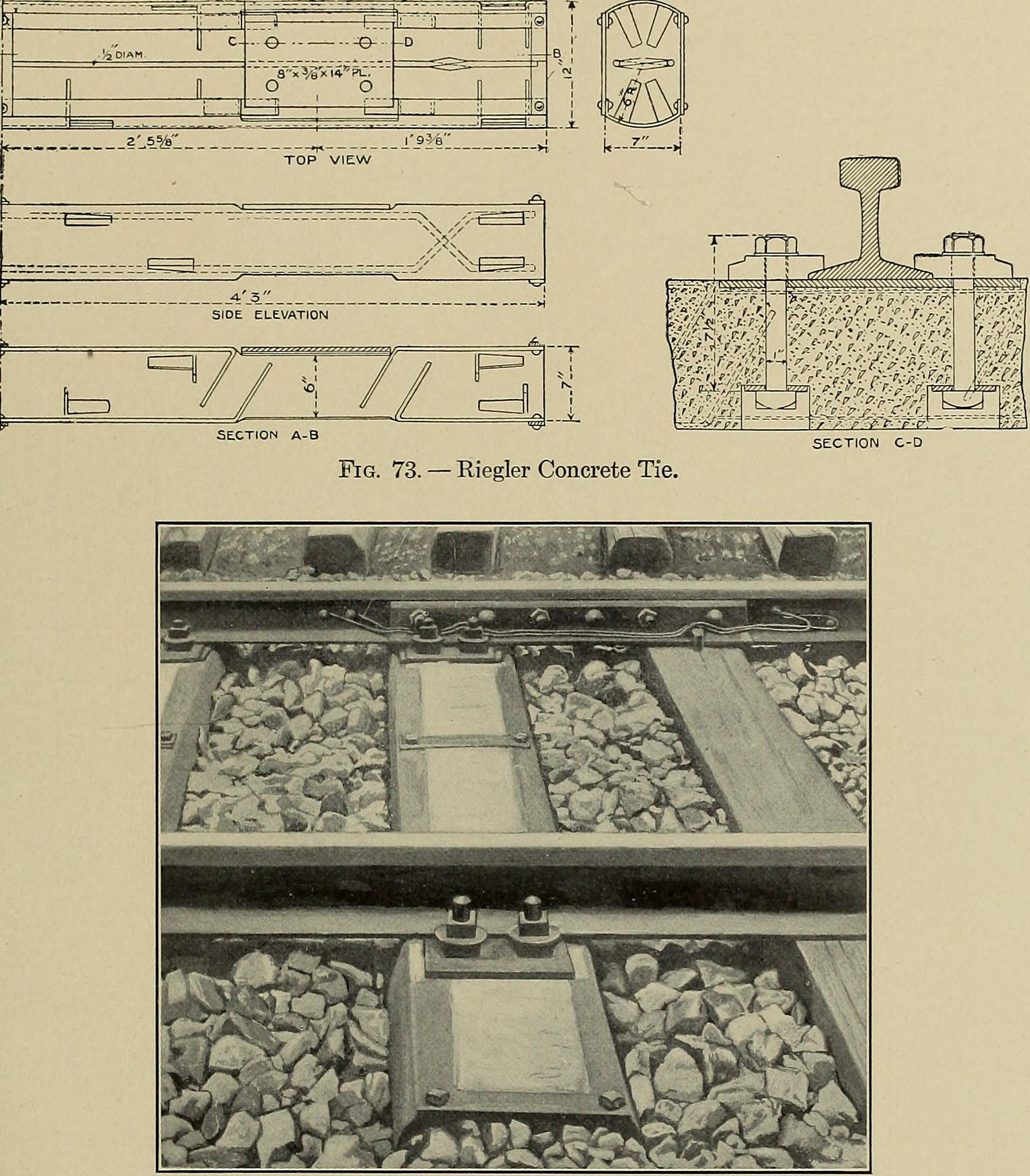
Traviesa de hormigón con armadura exterior de acero. Sistema Riegler (1913)

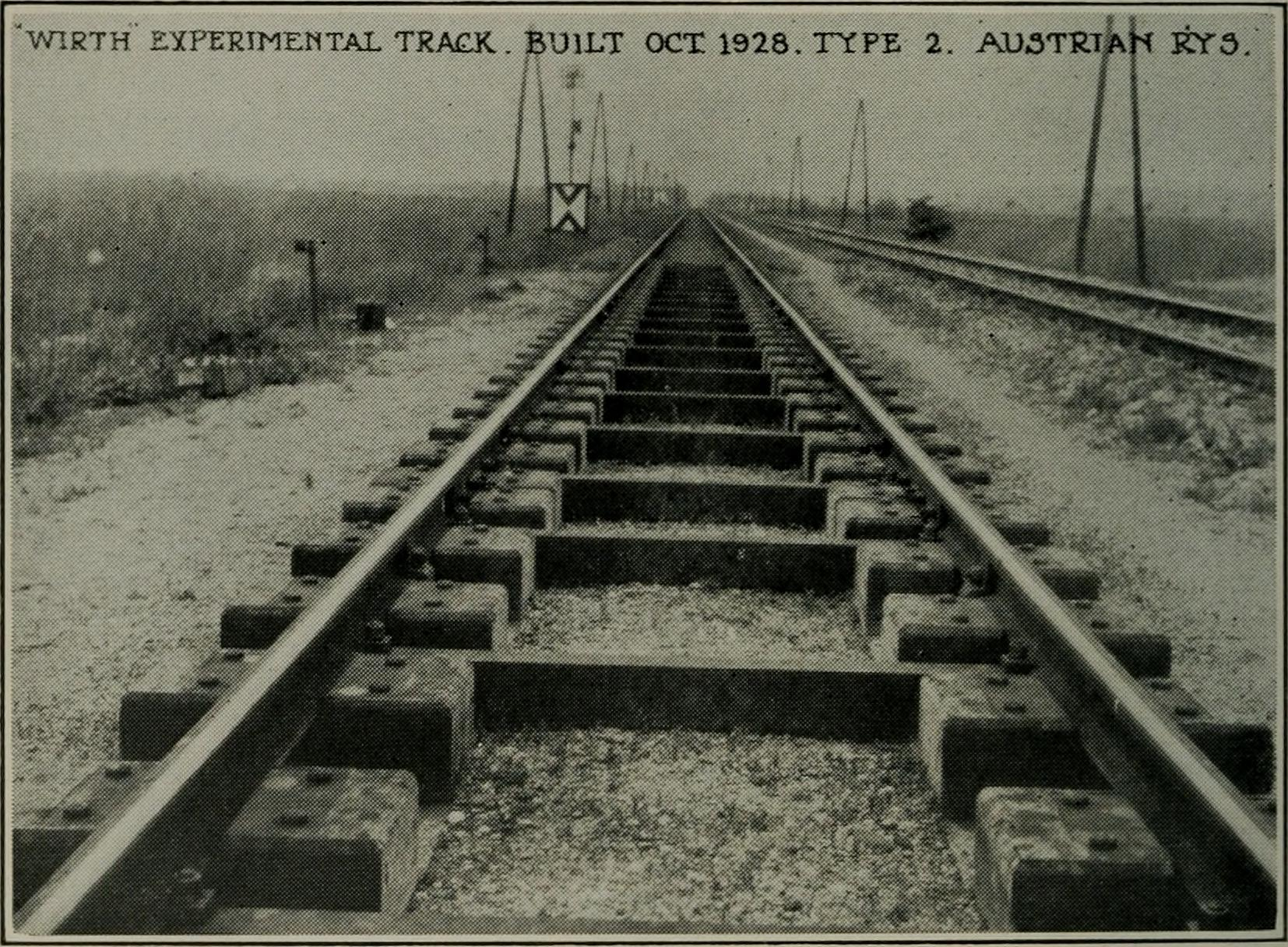
Experiencia austriaca (1928) con bloques de hormigón armado. Las riostras conectan directamente los carriles entre sí

En las técnicas mineras precedentes al ferrocarril se habían utilizado frecuentemente vías de madera también con carriles de madera, un material empleado de forma masiva en el entibado de las galerías. El ferrocarril heredó estas prácticas, y la madera se reveló como un material muy adecuado para soportar los considerables incrementos de carga que suponían las primeras locomotoras, gracias a su resistencia, abundancia, ligereza y aceptable durabilidad. Salvo algunos intentos pioneros de sujetar los carriles sobre sillares de piedra, las traviesas de madera se convirtieron en una solución universalmente utilizada. Cuando más adelante se llegó a una mayor comprensión de los esfuerzos que debe soportar la vía, quedó confirmada su aptitud para este cometido, hasta el punto de que se sigue utilizando actualmente en numerosos países del mundo. 
A finales del siglo XIX, el considerable abaratamiento de los productos siderúrgicos propició la utilización en algunas líneas de traviesas de acero, pero esta tendencia no se mantuvo, y la madera siguió siendo el material más utilizado.
Durante la Primera Guerra Mundial comenzó el estudio de las traviesas de hormigón armado, pero el interés en esta técnica decayó rápidamente debido al mal comportamiento de este material ante las cargas a flexión. Sin embargo, la escasez de madera que supuso la Segunda Guerra Mundial y los progresos en la fabricación del hormigón pretensado, propiciaron un enorme interés por este tipo de traviesas en Europa a mediados del siglo XX. Las investigaciones realizadas entonces llegaron a la conclusión de que superaban a las traviesas de madera en muchos aspectos: triplicaban su duración, mejoraban considerablemente la estabilidad de la vía frente a esfuerzos laterales, y mantenían constantes sus características a lo largo de toda su vida útil; aunque su mayor peso complicaba su manejo, obligando a emplear maquinaria de obra más potente.
En Francia se desarrolló la traviesa de hormigón bibloque, conocida como "RS" por el nombre de su diseñador, el ingeniero Roger Sonneville, consistente en dos cabezales de hormigón unidos por una riostra de acero con sección en forma de "T"; mientras que en otros países se optó por diseños "monobloque", con una forma más parecida a la de las traviesas de madera. Ambas tecnologías convivieron hasta la década de 1990, pero a partir de entonces el sistema bibloque comenzó a dejar de usarse, debido a problemas de durabilidad de la riostra metálica, especialmente susceptible a la rotura en caso de descarrilamiento.
La tecnología de la vía en balasto, íntimamente ligada al uso de traviesas, está dando paso cada vez más a la utilización de la vía en placa, especialmente en líneas con un elevado nivel de tráfico ferroviario, en las que los reducidos intervalos sin servicio dificultan extraordinariamente las labores de mantenimiento. Alemania, Taiwán y especialmente Japón, han aplicado esta tecnología a sus líneas más congestionadas. En túneles largos es prácticamente obligado utilizar vía en placa, puesto que las operaciones de mantenimiento del balasto generan una gran cantidad de polvo, lo que dificulta extraordinariamente la realización de estos trabajos en una galería subterránea. Curiosamente, algunas tecnologías de vía en placa (como la Rheda alemana) utilizan "traviesas perdidas" que quedan embebidas en una losa de hormigón ejecutada in situ.
En general, la instalación de vía en placa exige a la plataforma ferroviaria una mayor rigidez que la vía en balasto, lo que puede encarecer la construcción con rellenos granulares de mejor calidad, obligando además a reducir la altura de los terraplenes, lo que supone a priori viaductos y túneles más largos, encareciendo la infraestructura. Esta circunstancia hace que sea previsible que la vía en placa conviva todavía durante mucho tiempo con la vía sobre balasto con traviesas, al igual que las traviesas de madera se han seguido utilizando pese a la progresiva generalización de las traviesas de hormigón. 
Actualmente, la mayoría de los principales gestores de infraestructuras ferroviarios nacionales cuentan con una serie de normativas en las que se definen los estándares tanto de las traviesas de hormigón como de las de madera.
En las dos últimas décadas del siglo XX se desarrollaron diseños de traviesas innovadores con materiales reciclados (plásticos y caucho) aglomerados con resinas, pero pese a alguna de sus evidentes ventajas (especialmente frente a las traviesas de madera), su uso dista mucho de haberse generalizado.

## Dimensiones

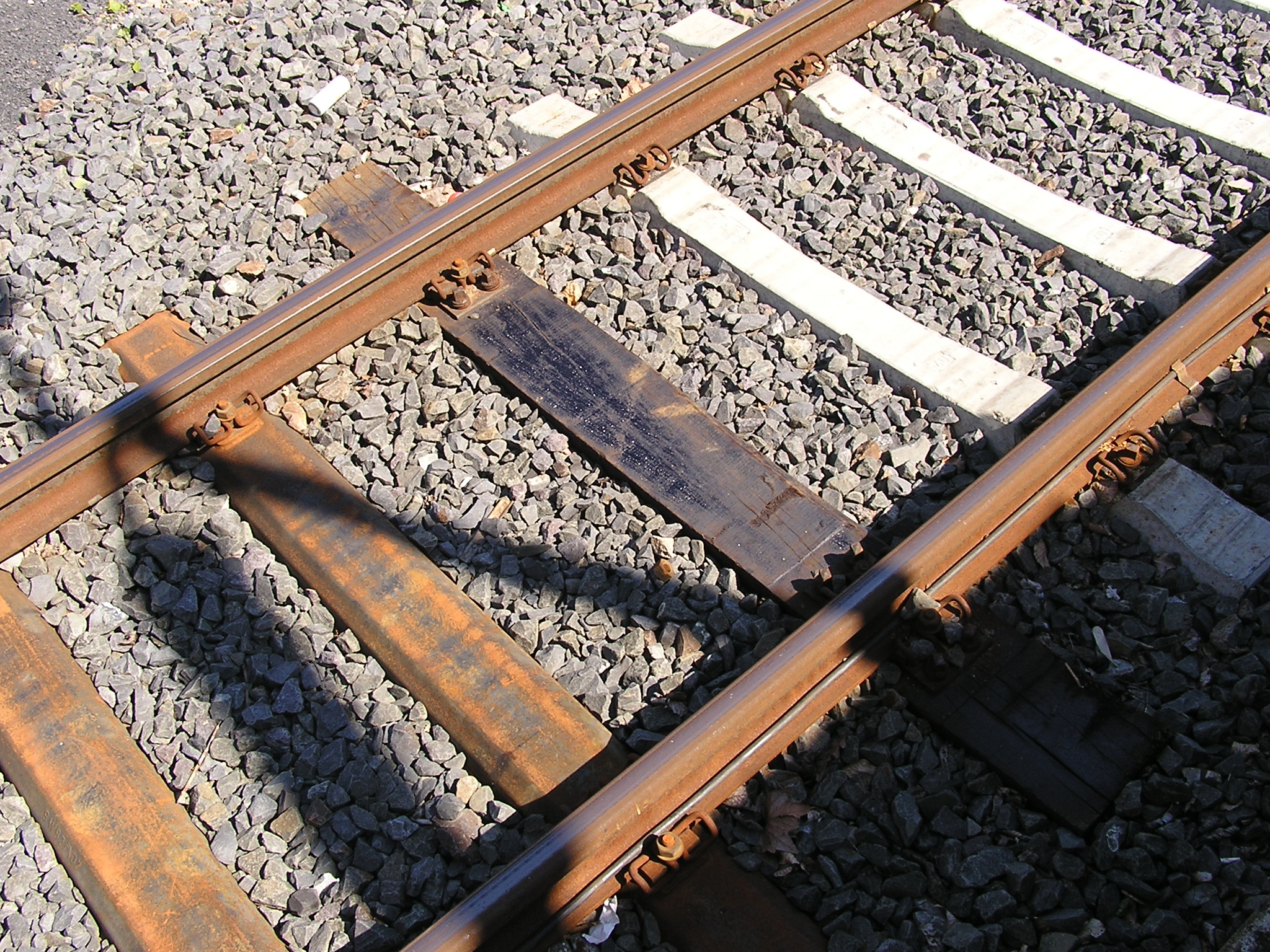
Traviesas metálicas (izquierda), de madera (centro), y de hormigón (derecha)

Las traviesas presentan una forma aproximadamente prismática de sección más o menos rectangular, aunque en las de hormigón es habitual que la cara inferior sea más ancha que la superior, y que la zona central sea de menor sección que los extremos. Sus dimensiones son muy variables, dependiendo tanto del ancho de la vía como de las cargas previstas que deba resistir. En la práctica, son habituales longitudes comprendidas entre 220 y 280 cm, anchuras entre 25 y 30 cm y espesores entre 21 y 25 cm. Es habitual que el ancho de las traviesas coincida con la mitad de la distancia a la que se colocan, de forma que el espacio que ocupa el balasto entre dos traviesas consecutivas, tiene la misma anchura que una traviesa. Su peso también es muy variable, pudiendo oscilar entre 70 y 120 kg las de madera (aunque lo habitual suelen ser unos 90 kg), y un valor habitual en el entorno de los 300 kg para las de hormigón pretensado, aunque las traviesas bibloque, mucho más ligeras, pesan del orden de 180 kg, y algunos modelos monobloque (como las utilizadas en Italia) llegan a pesar 380 kg.

## Colocación

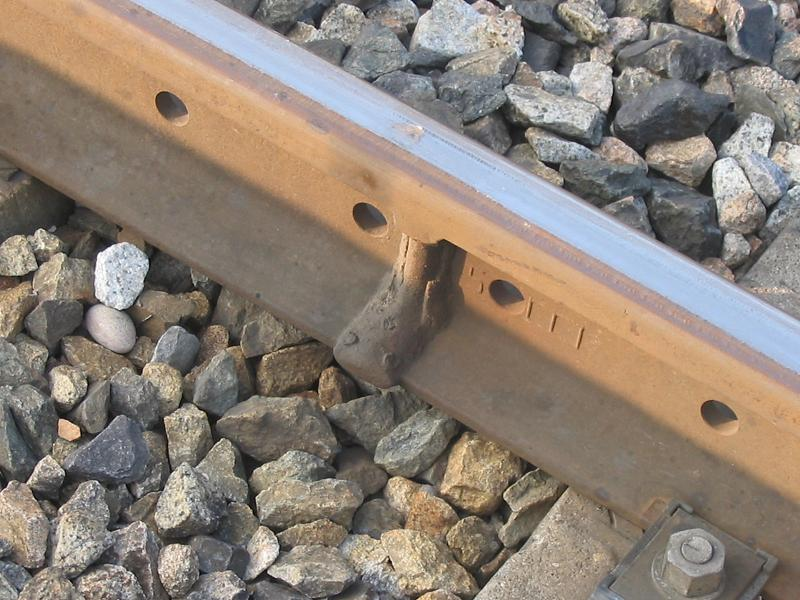
Soldadura entre dos traviesas

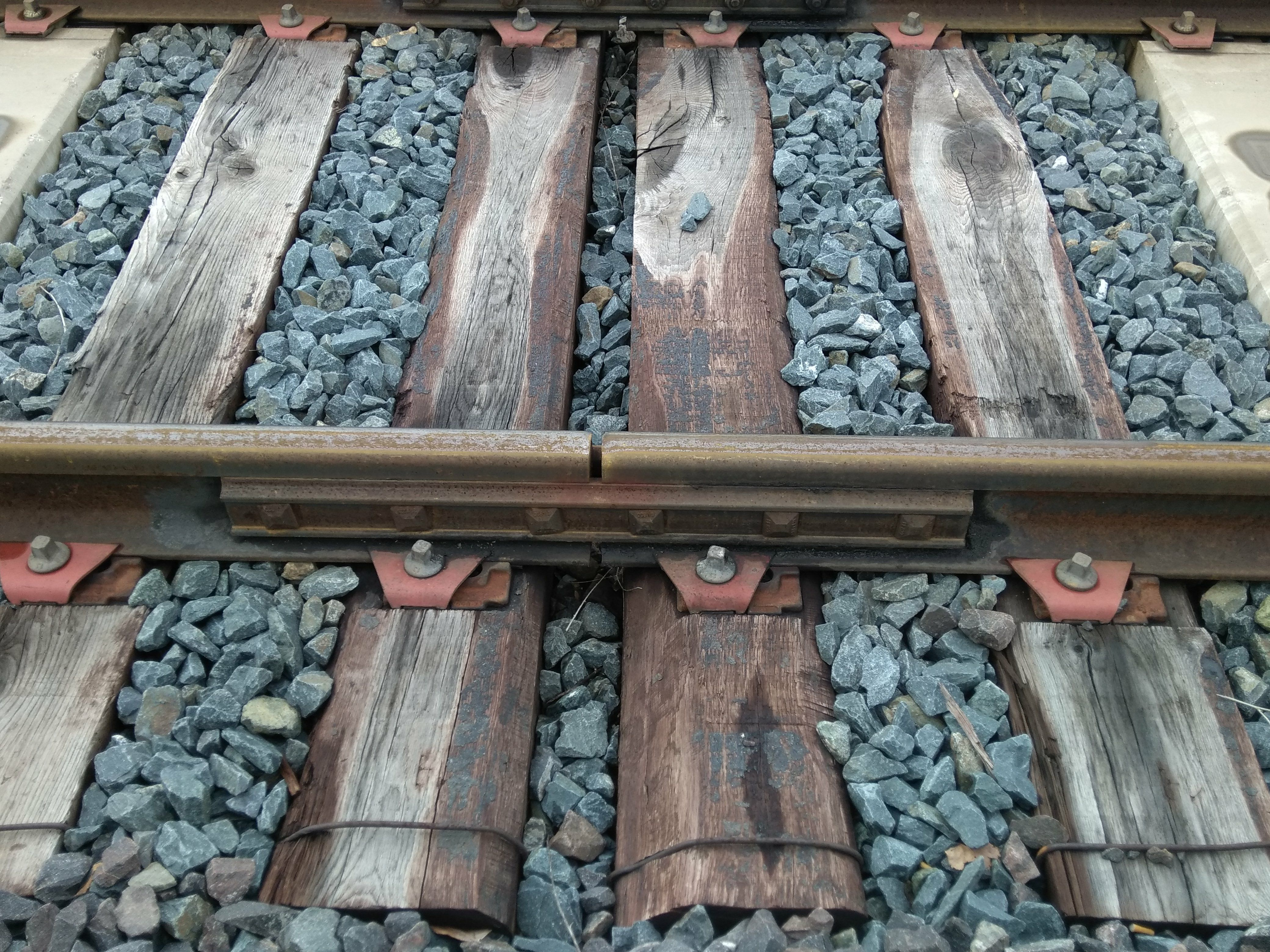
Traviesas más próximas bajo una brida

Por norma general, tanto en España como en buena parte de Europa y América del Sur, las traviesas se colocan a una distancia entre ellas de 60 cm (hormigón) o 50 cm (madera); aunque puede variar entre los diferentes aparatos de vía, que llevan cada uno unas distancias entre traviesas específicas. Los 60 cm pueden variar también para evitar que una soldadura de carril pueda caer encima de una traviesa, con el consiguiente deterioro de esta. Esta distancia no es aleatoria, sino que se basa en estudios concretos: si están más alejadas, las traviesas se levantarían al paso del tren y si están más cercanas, se incrementaría notablemente el costo por kilómetro de la obra y se dificultarían las labores de bateo. En vías secundarias se pueden llegar a separar hasta 80 cm.
En los Estados Unidos, la separación entre traviesas de madera es de 19 a 19,5 pulgadas (48,3 a 49,5 cm), y de 24 pulgadas (61,0 cm) para las de hormigón.
Cuando se utilizan carriles con juntas, unidos mediante bridas atornilladas, es habitual disponer una pareja de traviesas con menor separación centradas en la junta, con el fin de reforzar estos puntos.

## Sujeciones
Históricamente, los clavos y los tirafondos atornillados directamente a la madera, dieron paso a los apoyos de hierro fundido, hasta la generalización ya en la segunda mitad del siglo XX de los clips elásticos. En el caso de las traviesas de madera, en muchas partes del mundo se siguen utilizando escarpias (clavos lisos), mientras que en Europa son más habituales los tirafondos roscados, aunque en su momento llegó a desarrollarse un clip elástico (denominado sujeción "K") que evita el problema del afloje de la sujeción del carril.
Para las traviesas de hormigón se han desarrollado numerosos sistemas patentados de sujeciones elásticas, como los del tipo NABLA (utilizados en la red francesa) o los fabricados por Vossloh (comunes en Alemania y España) o los Pandrol (habituales en el Reino Unido).

## Tipos

### Bloques de piedra

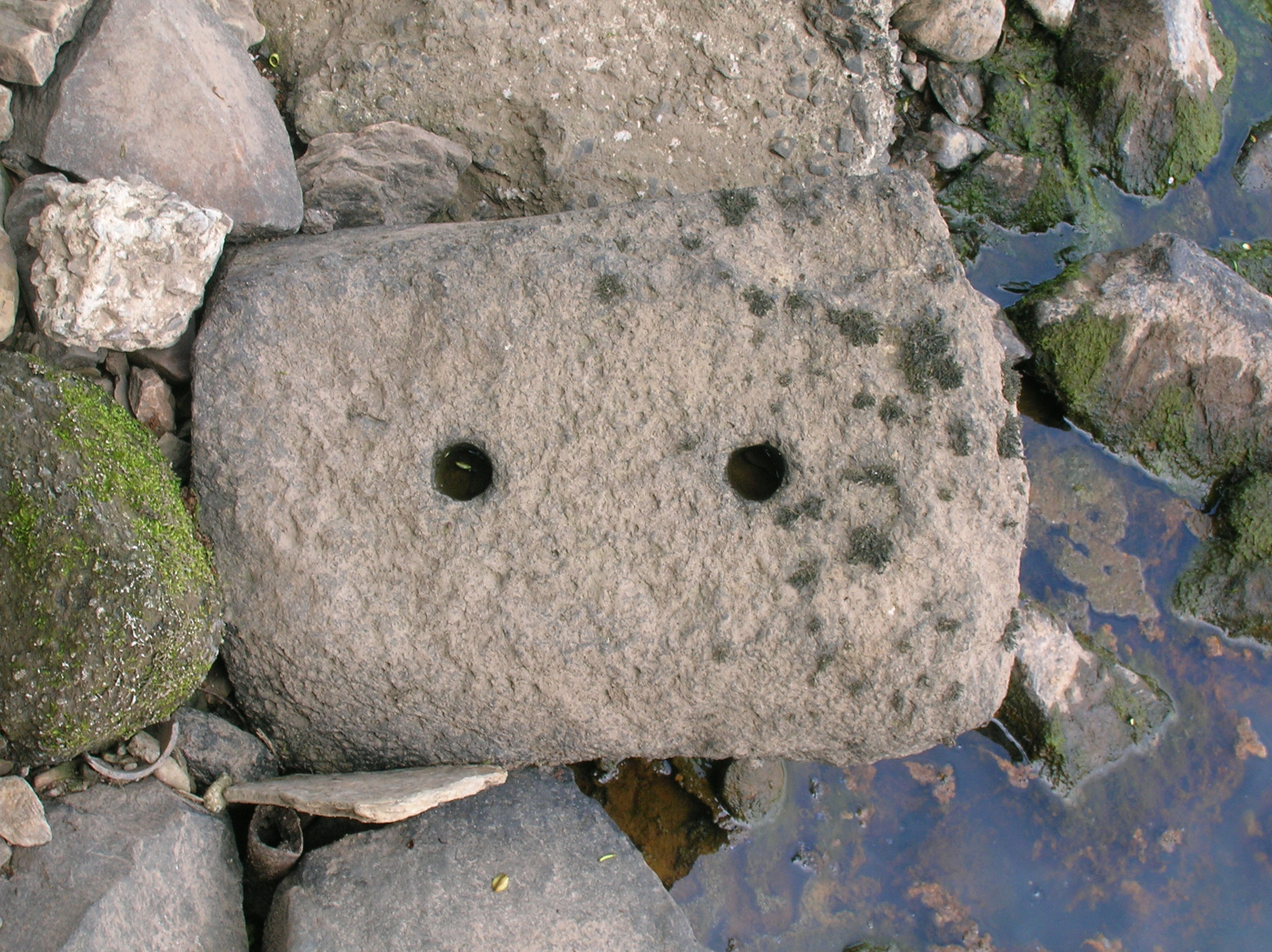
Sillar de piedra utilizado en su momento como apoyo del carril en el antiguo Ferrocarril de Kilmarnock y Troon

Con anterioridad al primer ferrocarril moderno (el Ferrocarril de Liverpool y Mánchester, inaugurado en 1829) se utilizaron parejas de bloques de piedra colocados sobre el suelo, utilizando clavos y cuñas de madera para sostener los carriles fijos a los bloques, como en el Ferrocarril de Kilmarnock y Troon, una línea de 10 millas de longitud situada en Escocia, que había sido construida en 1812 para transportar carbón con tiro animal. Una ventaja de este método de construcción era que permitía a los caballos caminar entre los dos carriles sin riesgo de tropezar.
Al utilizarse locomotoras cada vez más pesadas, se descubrió que era difícil mantener el ancho de vía correcto. Los bloques de piedra eran, en cualquier caso, inadecuados en terrenos blandos como las turberas, donde se tenían que usar traviesas de madera. Las traviesas bibloque recuerdan a este tipo de apoyos.

### Madera
|  |
|  |

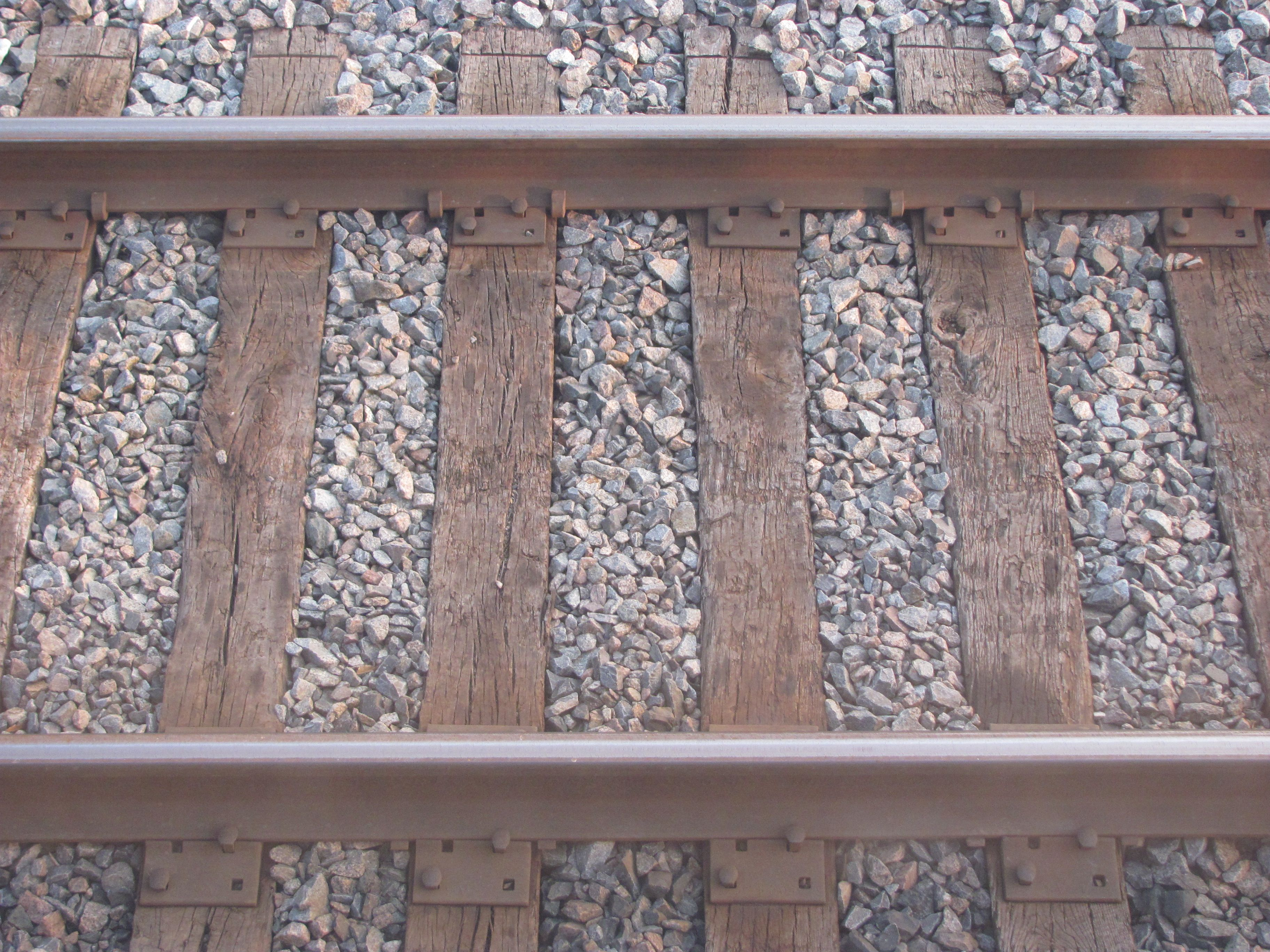
Vía con traviesas de madera

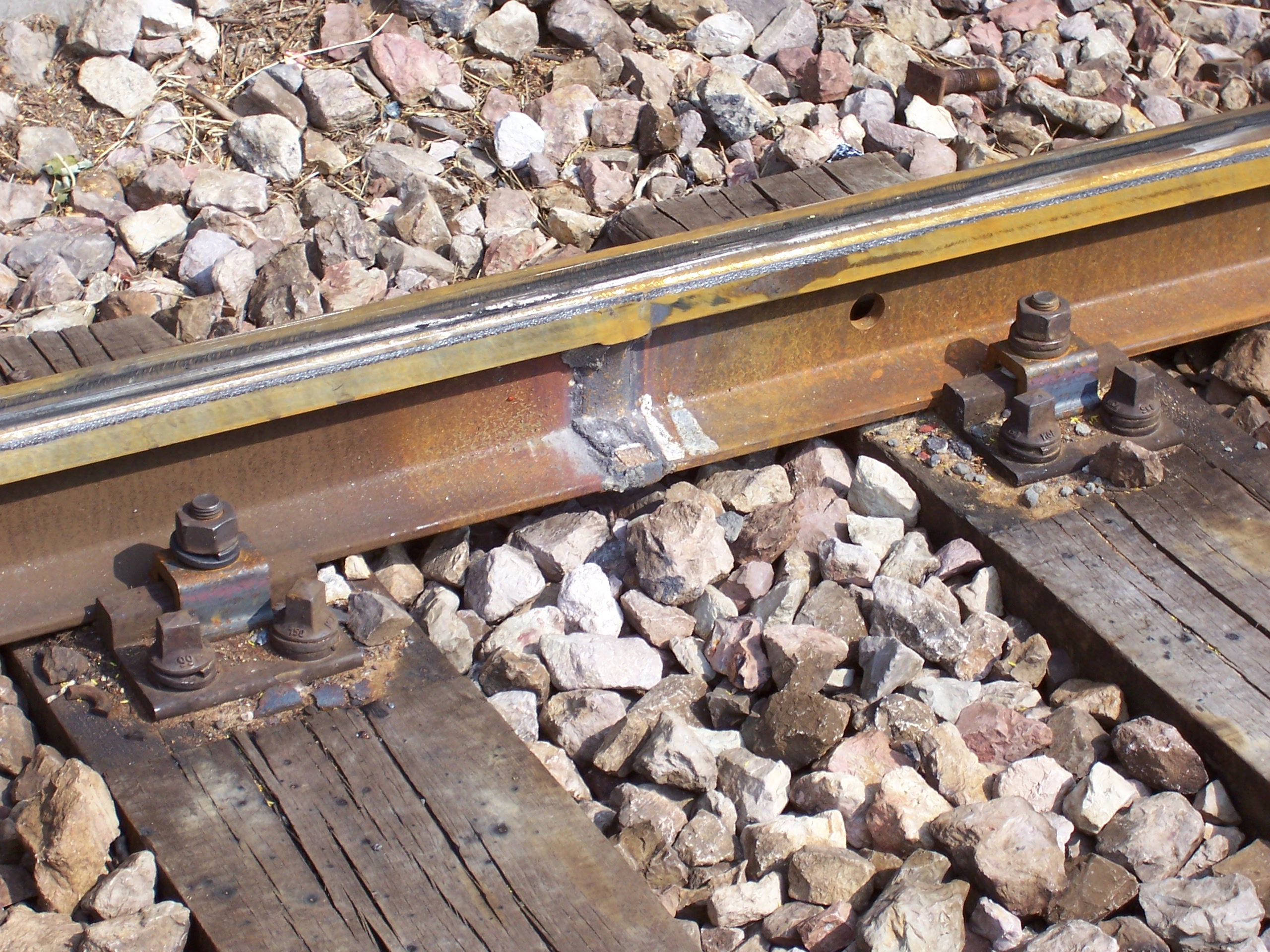
Modelo de sujeción elástica para traviesas de madera

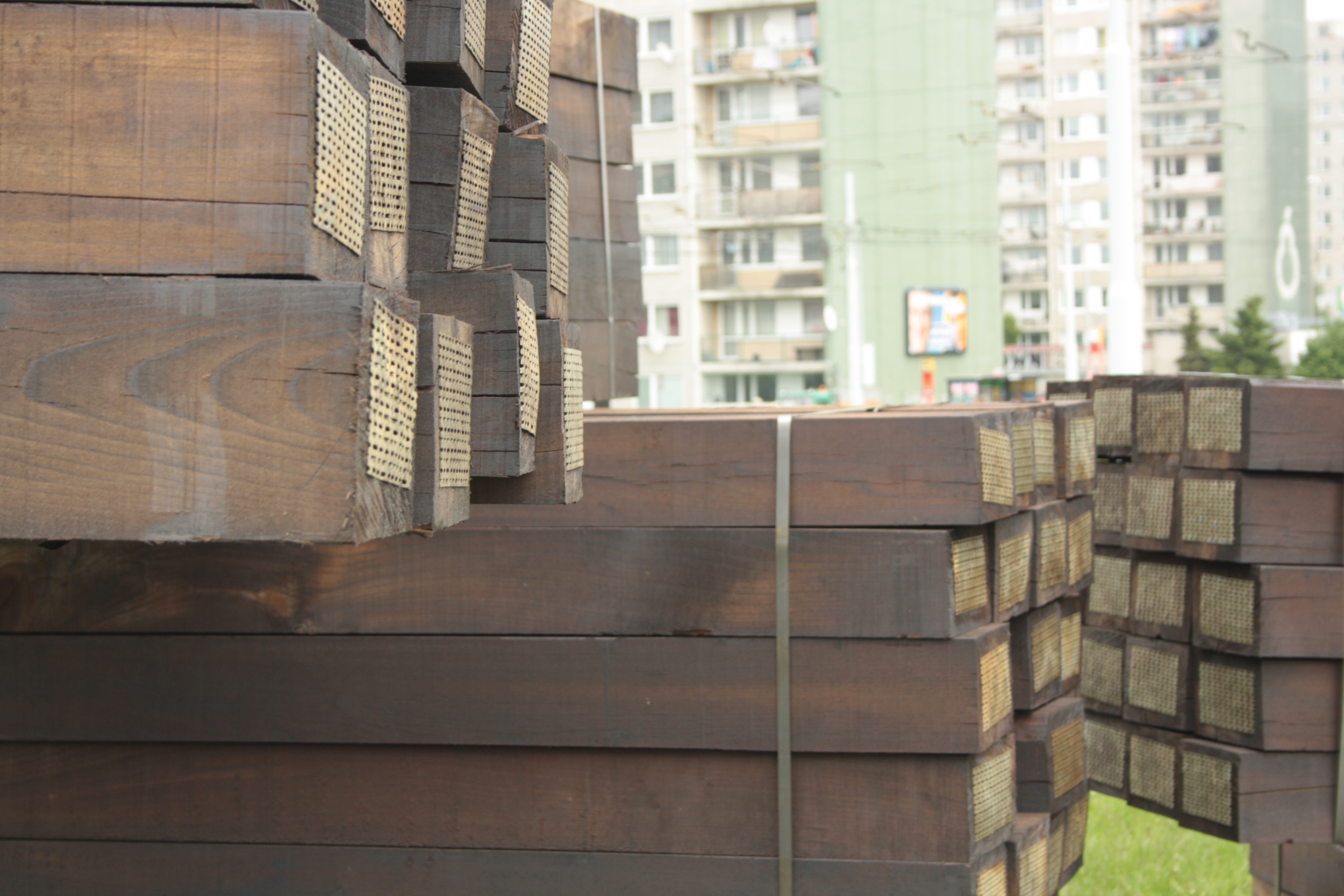
Acopio de traviesas de madera cerca de Praga

Históricamente, las traviesas de madera tenían las caras superior e inferior aserradas, para garantizar al menos dos lados planos y paralelos, mientras que las caras restantes solían estar labradas con hacha. La aparición de aserraderos mecanizados, hizo que fuese habitual que todas las caras estén aserradas. Con la posterior introducción de algunos tipos de placas de asiento, es habitual que se suministren con unos rebajes para colocar estas placas, y cuando se utilizan tirafondos roscados, también es habitual que vengan de fábrica con los orificios perforados a la distancia exacta para colocar los carriles. 
Se utiliza una gran variedad de maderas, preferentemente duras (aunque no necesariamente), pero siempre de especies de gran porte, con troncos capaces de cortarse en prismas rectangulares de entre dos y tres metros de longitud, y con secciones de unos 20x30 cm. Maderas habituales en Europa son las de roble, haya o variedades tropicales importadas de África como el akoga. En otros lugares se utilizan algunos tipos de eucalipto (jarrah y karri), y el quebracho rojo, habitual en América del Sur. Estas maderas duras, debido a su gran durabilidad, han sido ampliamente utilizadas, aunque cada vez son más difíciles de obtener, especialmente de fuentes sostenibles.
En algunos países se usan maderas más blandas, como el abeto Douglas, otros tipos de coníferas o el quebracho blanco. Si bien tienen la ventaja de absorber tratamientos de protección más fácilmente, son más susceptibles al desgaste, pero son maderas más baratas, más livianas (y por lo tanto, más fáciles de manejar) y están disponibles más ampliamente.
El creosotado (prohibido en Europa desde el año 2002 por su potencial toxicidad) ha sido el tratamiento conservante más común, aunque a veces también se usan compuestos como el pentaclorofenol o el arseniato de cobre cromado, y en ocasiones se utilizan sustancias no tóxicas, como cobre micronizado o azol de cobre.
La nueva tecnología de preservación de la madera basada en el boro está siendo utilizada por los principales ferrocarriles estadounidenses en un proceso de tratamiento dual para extender la vida útil de las traviesas de madera en áreas húmedas. Algunas maderas (como las de sal, mora, jarrah o metel) son lo suficientemente duraderas como para usarse sin tratamiento.
Los problemas de conservación de las traviesas de madera incluyen la podredumbre (causada por hongos en ambientes húmedos), el desgajamiento (debido al veteado irregular de la madera), la infestación por insectos (especialmente de xilófagos como las termitas), las abrasiones (causadas por el movimiento lateral de la placas de asiento), y la inutilización de los orificios de clavado o atornillado (debido al arrancamiento de los piquetes o tirafondos, provocado por la torsión del carril generada por los ejes cargados).
Aunque no es habitual, las traviesas de madera pueden incendiarse, y a medida que envejecen, desarrollan grietas que permiten que se acumulen sustancias combustibles como gasóleo o lubricantes, que pueden hacer que las chispas procedentes del material móvil prendan en la madera más fácilmente.
Las principales ventajas de las traviesas de madera son su potencial disponibilidad (se pueden adaptar con unos mínimos requerimientos de forma casi inmediata a cualquier ancho de vía), su precio de primera instalación competitivo y su ligereza (lo que las hace muy adecuadas para tender desvíos provisionales y vías auxiliares en numerosas situaciones provisionales de obra de cualquier otro tipo de vías). A su vez, su reducido peso hace que las operaciones de mantenimiento de la vía se puedan acometer con equipos simples, sin necesidad de emplear costosa maquinaria pesada. En caso de descarrilamiento, suelen soportar sin daños catastróficos el paso de las ruedas descolocadas, y desde el punto de vista dieléctrico, ofrecen un buen aislamiento del terreno.
Como inconvenientes frente a las traviesas de hormigón, cabe citar su menor durabilidad y estabilidad frente a las cargas del material móvil, agravada en ocasiones por los citados factores externos (como la podredumbre o el ataque de insectos), y el problema del afloje de las sujeciones, que obliga a un seguimiento cuidadoso de su estado, lo que obliga a intensificar las tareas de mantenimiento.

### Hormigón

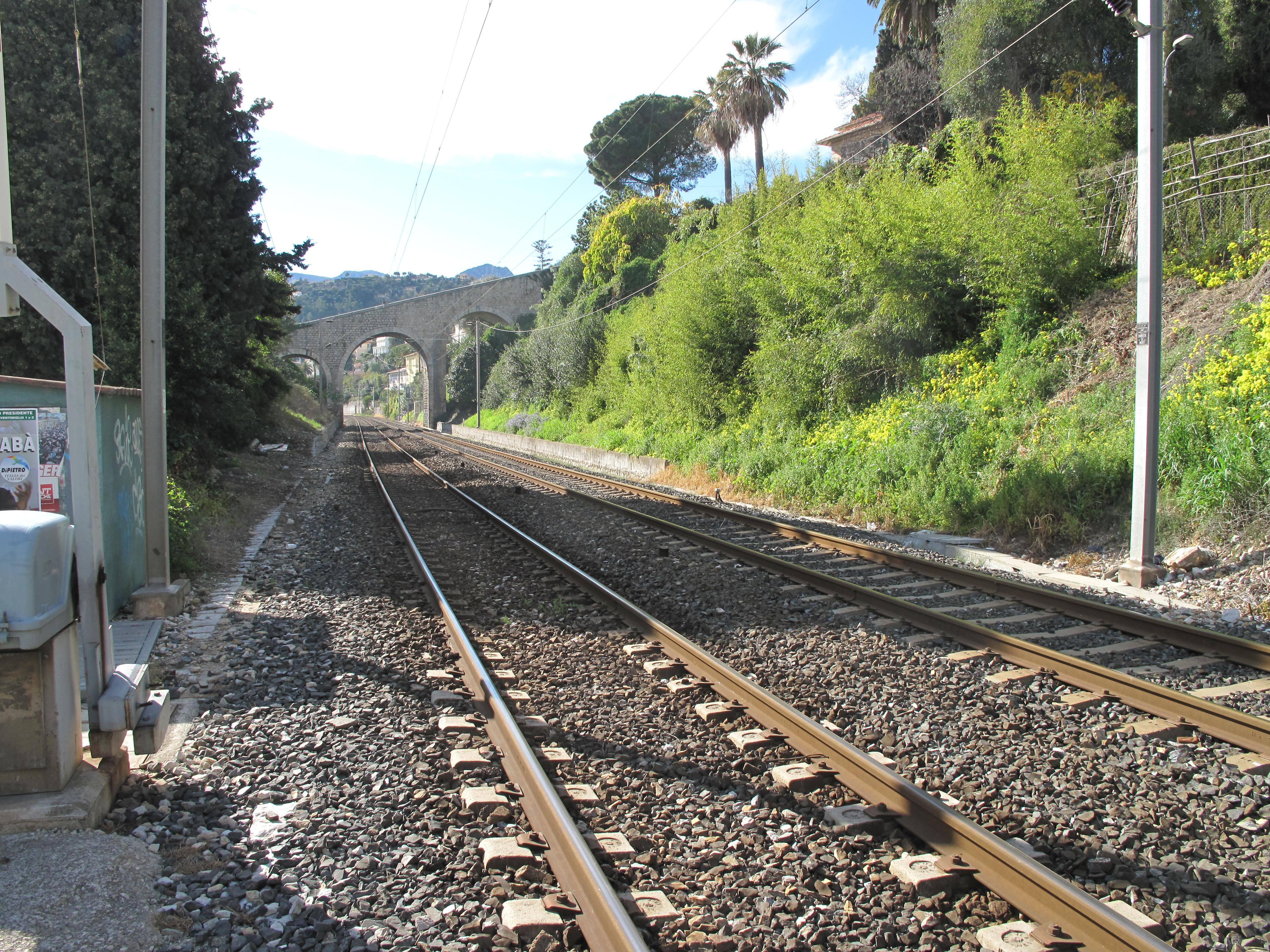
Vías con traviesas bibloque (izquierda) y monobloque (derecha). Menton, Francia

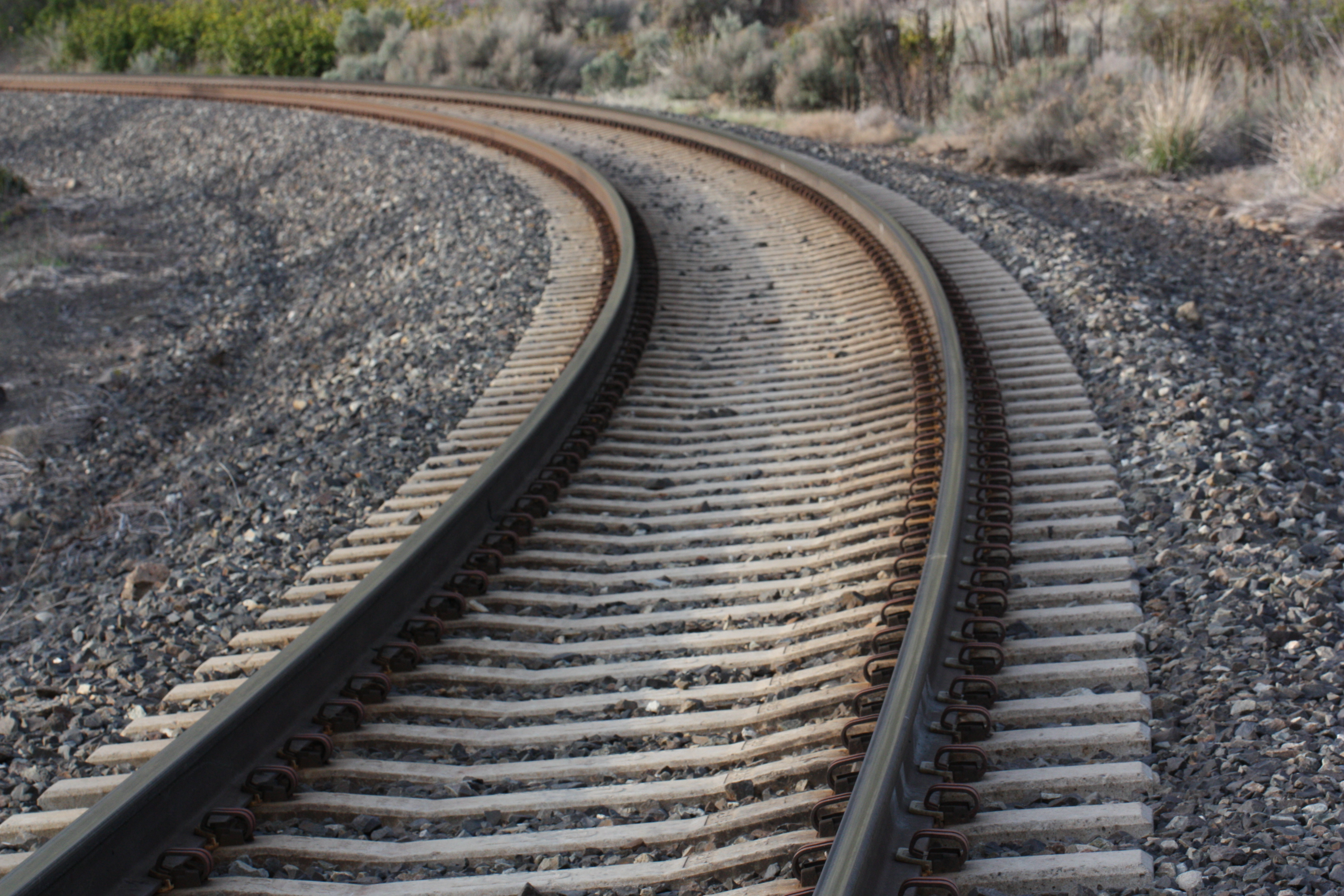
Traviesas de hormigón en el Ferrocarril BNSF (Yakima, Washington)

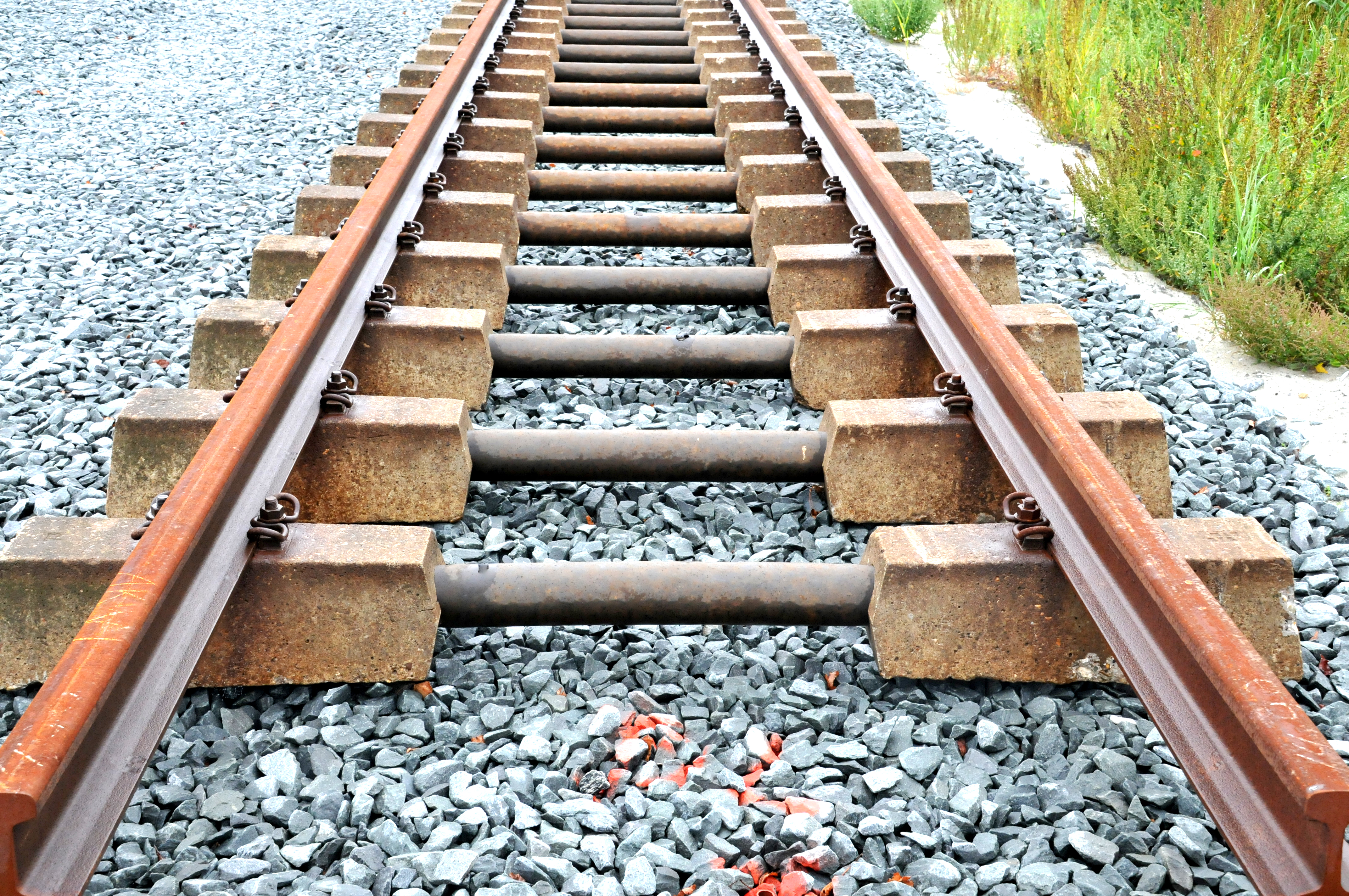
Traviesa bibloque NS, con riostra tubular

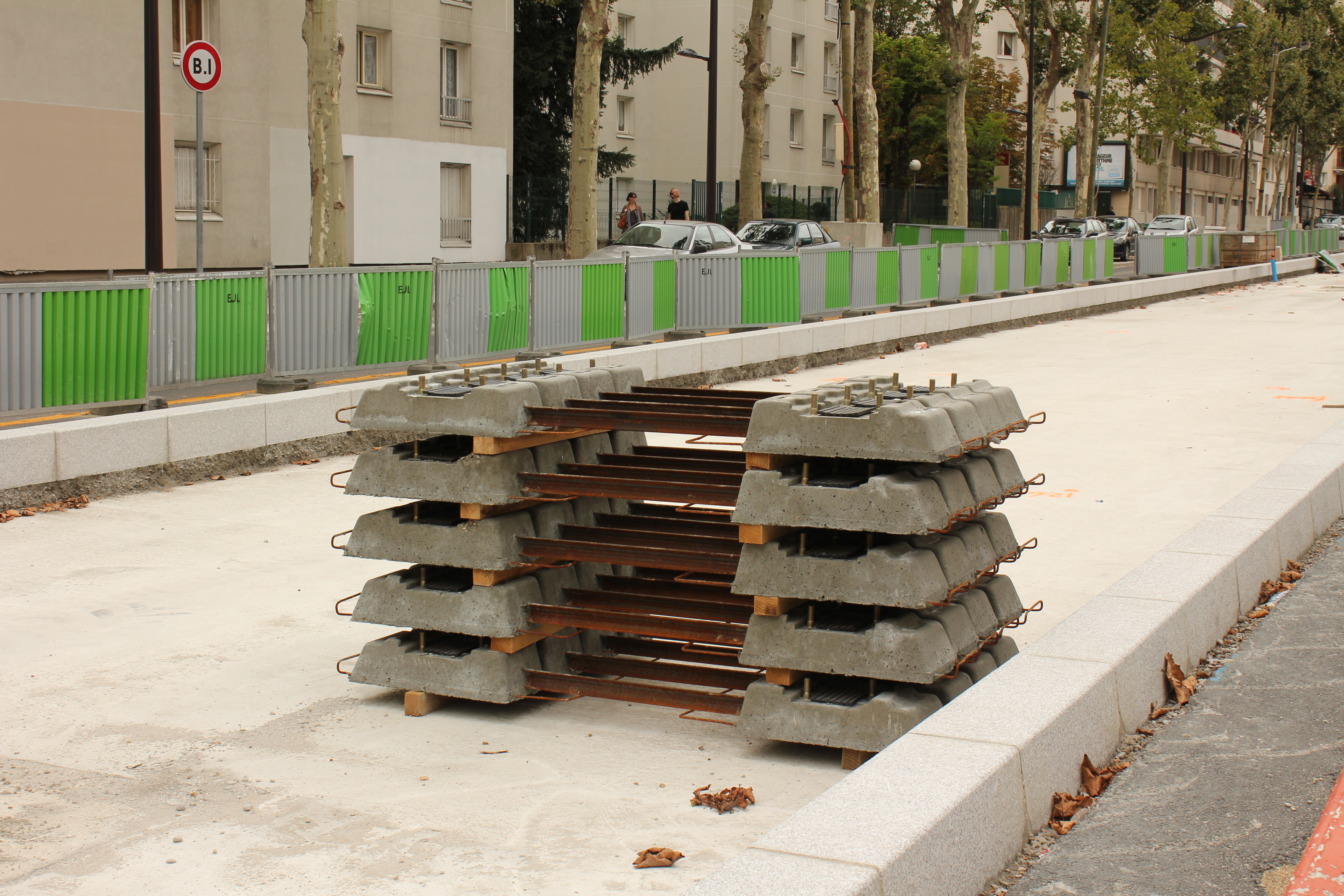
Retirada de traviesas bibloque, con las riostras sensiblemente oxidadas

Las traviesas de hormigón pueden ser monobloque o bibloque. Las primeras están formadas por una sola pieza de hormigón pretensado, mientras que las traviesas bibloque constan de dos piezas de hormigón armado unidas por una barra de acero (riostra).
Además, las traviesas de hormigón monobloque pueden ser polivalentes si los carriles se pueden fijar en dos posiciones distintas para modificar el ancho de vía, y mixtas o de tres hilos, cuando permiten indistintamente la circulación por la misma vía de trenes de dos anchos diferentes.
Desde hace años, con la aparición de los distintos tipos de bloqueos eléctricos, la traviesa ha de estar aislada eléctricamente con respecto a los carriles.
Las traviesas de hormigón, aunque con un coste de primera instalación mayor que las de madera, resultan más económicas a largo plazo, y cuando se dispone de fabricantes especializados, se pueden obtener a partir de materiales abundantes como el hormigón y el acero, y sin los condicionantes medioambientales que implica la obtención de traviesas de madera de primera calidad procedentes de explotaciones forestales sostenibles.
Su fabricación es un proceso industrial perfectamente estandarizado, en el que se emplea un control estricto de las características de los materiales empleados (fundamentalmente hormigón y acero) y de los procesos de fabricación, incluido el curado del hormigón en autoclave. Las vainas o espigas de polietileno en las que se enroscan los tirafondos, están diseñadas para quedar firmemente embebidas en el hormigón.
Su mayor rigidez y estabilidad permite que soporten cargas por eje más elevadas y velocidades de circulación más altas, y su mayor peso contribuye decisivamente a mantener la estabilidad de la geometría de la vía, especialmente cuando se instala con carriles continuos (con la técnica denominada barra larga soldada). Además, tienen una vida útil más larga y requieren menos mantenimiento, y la utilización de clips elásticos para sujetar los carriles minimiza el problema del afloje de los piquetes en las traviesas de madera.
Debido a su gran rigidez, deben instalarse sobre una plataforma bien preparada, con un espesor adecuado de balasto bajo la cara inferior de los durmientes para permitir una correcta distribución de las cargas del material rodante y garantizar un drenaje adecuado. Las traviesas de hormigón amplifican el ruido de las ruedas, por lo que en algunos casos se han utilizado traviesas de madera en áreas densamente pobladas.

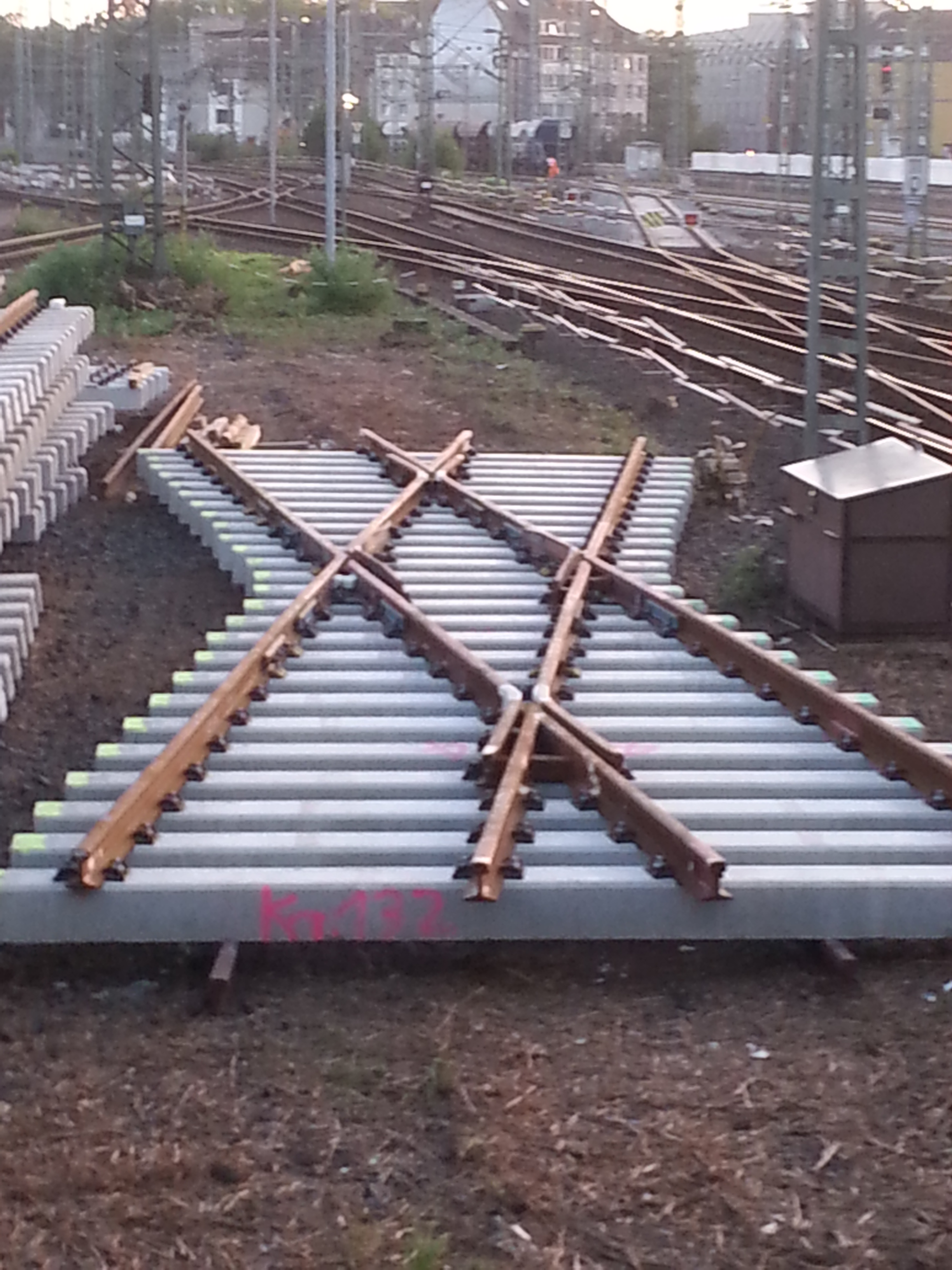
Traviesas monobloque en una travesía

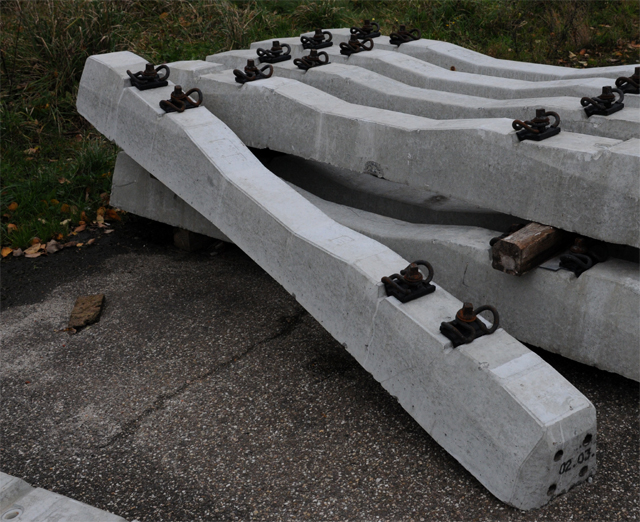
Traviesas monobloque
Dada su gran durabilidad y estabilidad, las traviesas de hormigón monobloque se han impuesto de forma sistemática en las vías sobre balasto de alta velocidad y en aquellas con mayores intensidades de circulación de Europa y Asia.
Su diseño actual ha sido el fruto de largos años de investigación, mediante los que se ha podido subsanar el grave problema inicial que suponía la mayor compactación del balasto por debajo de los puntos de apoyo de los carriles, lo que producía una zona central elevada que generaba un elevado momento flector negativo al paso de las cargas, provocando la fisuración del hormigón y comprometiendo la durabilidad de la armadura de acero sometida a la oxidación producida por el agua de lluvia. Este problema se acabó resolviendo reduciendo su sección central y optimizando la disposición del pretensado.
La mayoría de los ferrocarriles europeos también utilizan traviesas de hormigón en los aparatos de vía, debido a su mayor vida útil y al menor costo de los soportes de hormigón en comparación con los de madera, que cada vez son más difíciles y costosos de obtener en cantidades suficientes y con la debida calidad.
Para evitar el problema del "vuelo del balasto" (la peligrosa proyección de fragmentos de balasto levantados por las turbulencias de aire generadas por los trenes cuando se circula a más de 300 km/h), se está estudiando mejorar el perfil aerodinámico de las traviesas monobloque, con diseños como la "Aerotraviesa" desarrollada en España.
Traviesas bibloque
Desarrolladas fundamentalmente en Francia a partir de la década de 1960, tuvieron una rápida expansión inicial en su país de origen y en algunos otros países europeos. Su principal ventaja radicaba en la sencillez de fabricación, estando formadas por dos cabezales de hormigón armado unidos por una riostra de acero. Esta configuración evitaba el principal problema de las primeras traviesas monobloque, puesto que la flexibilidad de la riostra de acero y su escasa superficie evitaban los comentados problemas de momento flector negativo. Sin embargo, presentaban problemas para mantener la alineación horizontal y vertical de las vías, la riostra metálica se corroía en ambientes húmedos (lo que limitaba su uso en túneles), y presentaban un mal comportamiento en caso de descarrilo. Estos problemas hicieron que a partir de la década de 1990 fueran sustituidas sistemáticamente por las traviesas monobloque, cuyo diseño ya se había perfeccionado.
Otras líneas de investigación plantean mejorar las propiedades del hormigón y del acero, añadiendo distintos tipos de fibras al hormigón, o sustituyendo las armaduras de acero (que presentan el problema de volverse frágiles a muy bajas temperaturas) por varillas de diversas fibras minerales comprimidas con fundas de polietileno. En concreto, en países con temperaturas muy bajas como Rusia, se han investigado traviesas armadas con varillas de fibra de basalto, obtenida a partir de esta roca.

### Acero

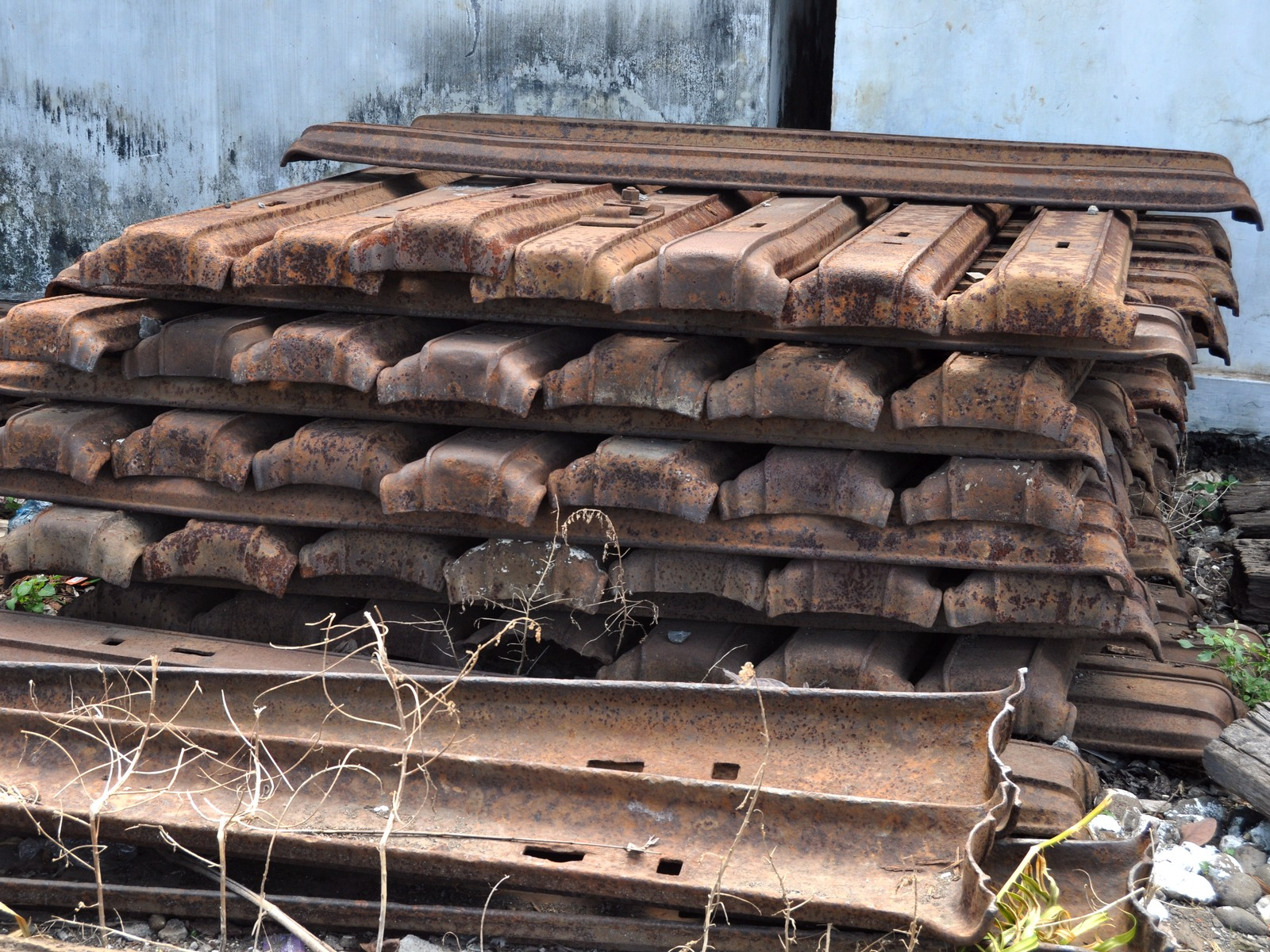
Acopio de antiguas traviesas de acero en Uruguay

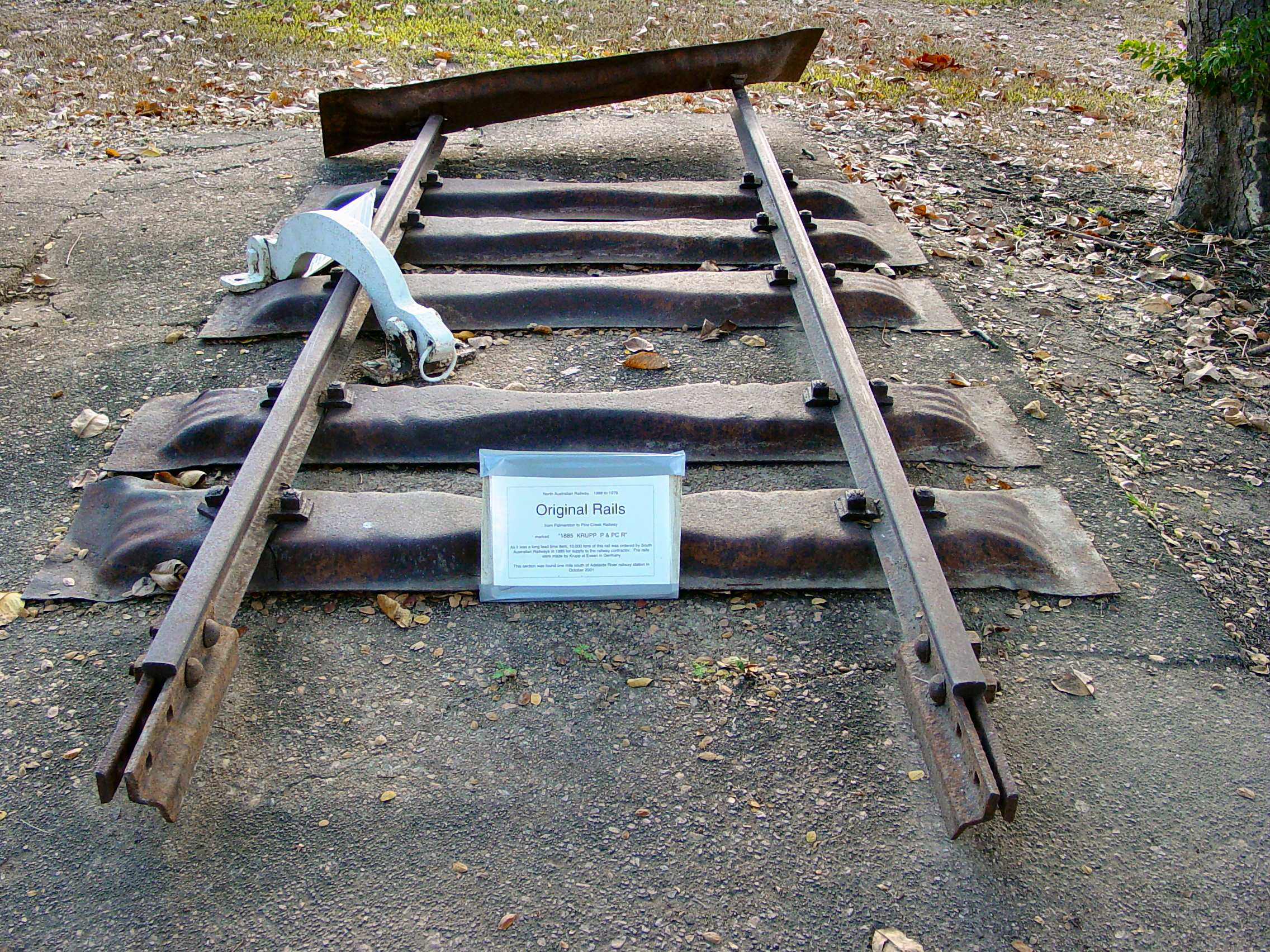
Traviesas de acero

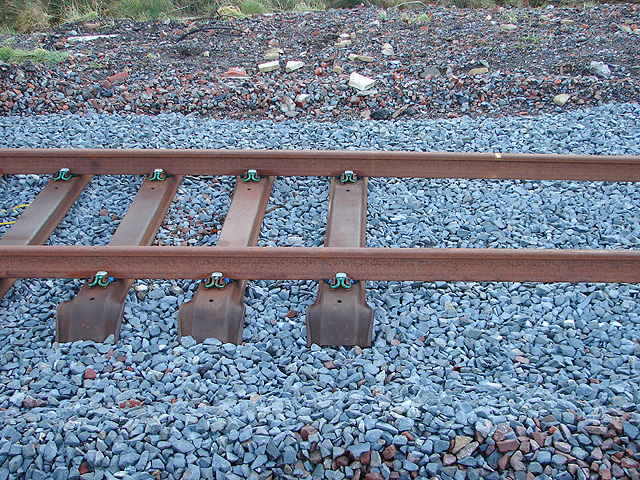
Traviesas de acero. Vista lateral

Estas traviesas están formadas de acero prensado (más económicas) o de fundición (con mayor resistencia a la oxidación) y tienen una sección acanalada, por lo que pueden apilarse en paquetes compactos. Sus extremos están diseñados para formar una "pala", lo que aumenta su resistencia lateral. Los anclajes para acomodar el sistema de fijación están soldados a la superficie de la cara superior. Las traviesas de acero se han usado ampliamente en el Reino Unido principalmente en líneas secundarias o de baja velocidad, siendo adecuadas para este cometido debido a tratarse de una solución económica y a la sencillez de su instalación sobre una capa de balasto. Cada traviesa de acero pesa unos 80 kg, mientras que las de fundición alcanzan los 100 kg, siendo mucho más ligeras que las de hormigón. Son 100% reciclables y requieren hasta un 60% menos de balasto que las traviesas de hormigón, y hasta un 45% menos que las de madera.
Históricamente, no han sido diseñadas eficientemente, sufriendo los efectos del aumento de las cargas de tráfico durante su vida útil, normalmente larga. Estos diseños antiguos y a menudo obsoletos suponían una limitación a la capacidad de carga y a la velocidad de circulación de los trenes, pero aún se pueden ver en muchos lugares a nivel mundial (existen diseños propios de varios países, e incluso modelos estandarizados como el UIC 28), con un estado adecuado a pesar de décadas de servicio. Es habitual encontrar traviesas de acero con más de 50 años de servicio, y en algunos casos, pueden y han sido rehabilitadas y continúan funcionando bien. También se usaron en situaciones especiales, como el Ferrocarril del Hiyaz en Arabia, que tenía un problema continuo con los beduinos que robaban las traviesas de madera para hacer fogatas.
Las traviesas de acero de diseño moderno soportan cargas pesadas, y son más económicas de instalar en construcciones nuevas que las traviesas de madera tratadas con creosota o las de hormigón. Se utilizan en casi todos los sectores de los sistemas ferroviarios mundiales, y permiten solucionar el problema cada vez mayor que supone disponer de las largas traviesas de madera utilizadas en los aparatos de vía; aunque su ligereza, potenciales problemas de oxidación y la dificultad de aislarlas eléctricamente de forma correcta, no las hace adecuadas para líneas de alta velocidad o tráfico denso. Cuando se aíslan eléctricamente de los carriles, se pueden usar con sistemas de detección de trenes y de integridad de vía basados en circuitos de vía. Sin aislamiento, solo se pueden usar en líneas sin bloqueo automático o en líneas que usan otras formas de detección de trenes, como los contadores de ejes.

### Plásticos

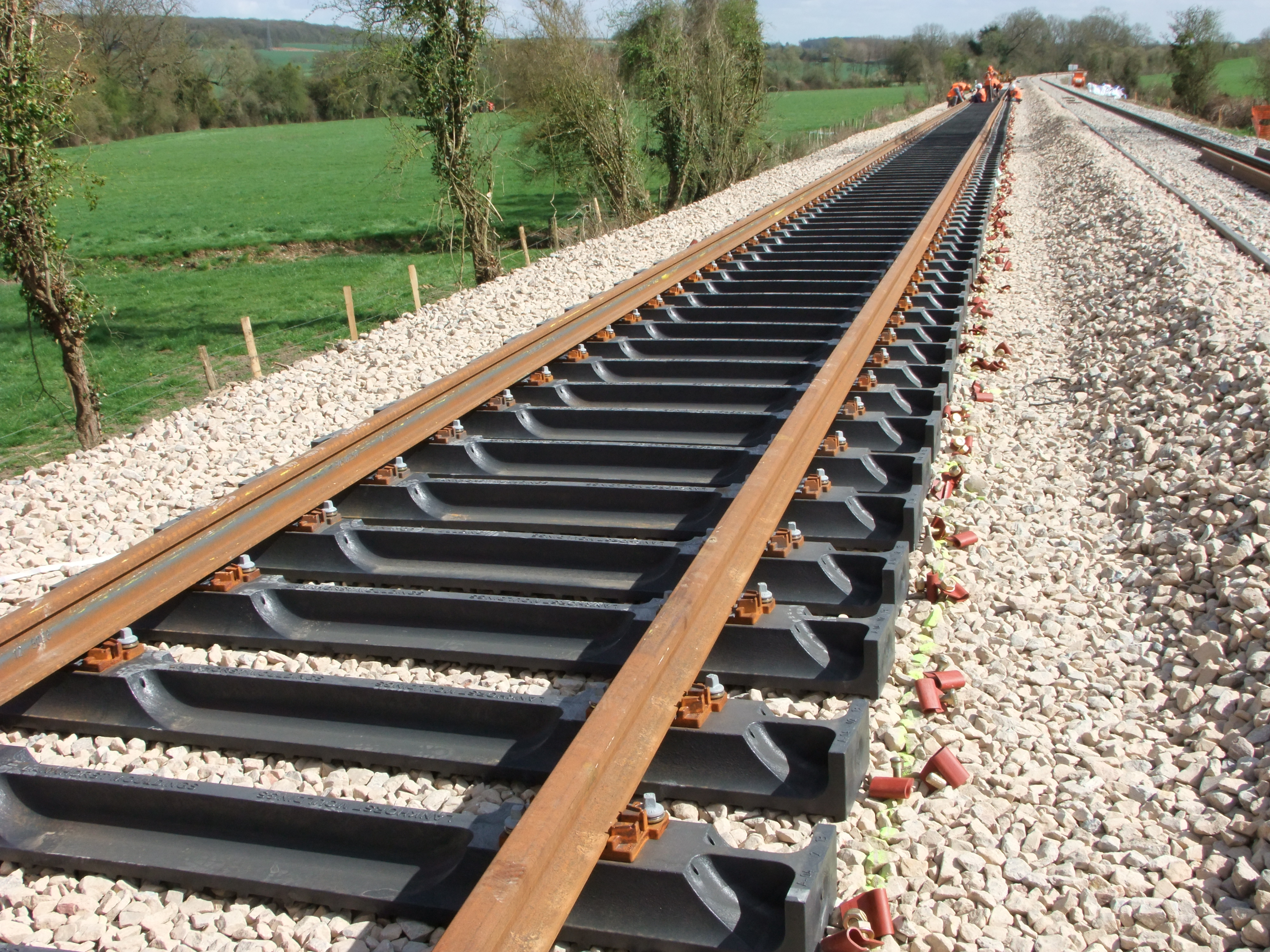
Traviesa Plástica Híbrida KLP

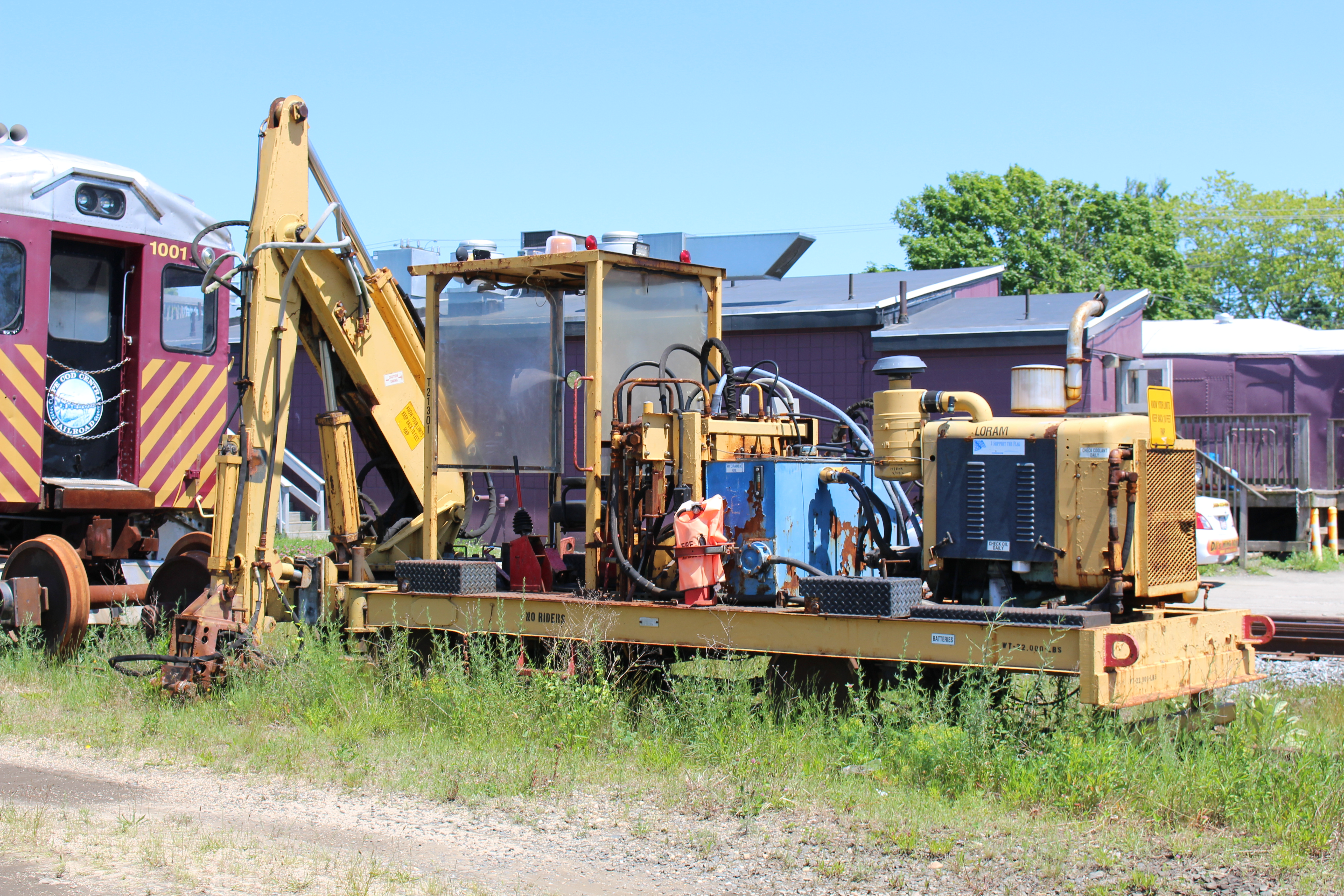
Equipo de colocación de traviesas en Hyannis, Estados Unidos

Desde finales del siglo XX, varias compañías están comercializando traviesas fabricadas a partir de materiales compuestos, como plástico reciclado o caucho reciclado aglomerados con resinas. Entre sus ventajas, se hace mención a una vida útil (de entre 30 y 80 años) más larga que la de las traviesas de madera, a que son inmunes a la pudrición y al ataque de los insectos, y a que pueden configurarse con un apoyo especial en la parte inferior para obtener una mayor estabilidad lateral. En algunas aplicaciones para vías principales, se diseñan para trabajar completamente rodeadas por el balasto. A pesar de sus potenciales ventajas, su uso no se ha generalizado entre los principales gestores ferroviarios, que siguen utilizando materiales más tradicionales como la madera y el hormigón. 
Además de los beneficios ambientales del uso de material reciclado, las traviesas de plástico pueden sustituir ventajosamente a las traviesas de madera tratadas con creosota (un producto químico tóxico), siendo a su vez totalmente reciclables. Las traviesas de plástico híbridas y las compuestas se utilizan en otras aplicaciones ferroviarias, tales como operaciones de minería subterránea, zonas industriales, entornos húmedos y áreas densamente pobladas. También se usan en operaciones de mantenimiento para sustituir traviesas de madera podridas.
Así mismo, su uso en puentes y viaductos presenta algunas ventajas, ya que proporcionan una mejor distribución de las cargas y contribuyen a la reducción de las vibraciones en las vigas del puente o el balasto. Esto es debido a sus mejores propiedades de amortiguación, lo que se traduce en una disminución de la intensidad de las vibraciones y de la generación de ruido.
En 2009, Network Rail anunció que comenzaría a reemplazar las traviesas de madera por traviesas fabricadas con plásticos reciclados producidas por I-Plas Ltd de Halifax (Yorkshire del Oeste); pero I-Plas se declaró insolvente en octubre de 2012.
En 2012, los Ferrocarriles de Nueva Zelanda encargaron un lote de prueba de traviesas de materiales compuestos de la marca "EcoTrax" de Axion para su uso en desvíos y puentes, realizando un pedido adicional en 2015. Estas traviesas han sido desarrolladas por el Dr. Nosker en la Universidad de Rutgers. Algunos modelos se han fabricado con plástico reforzado con vidrio.

## Formas de traviesas no convencionales

### Traviesas en forma de Y

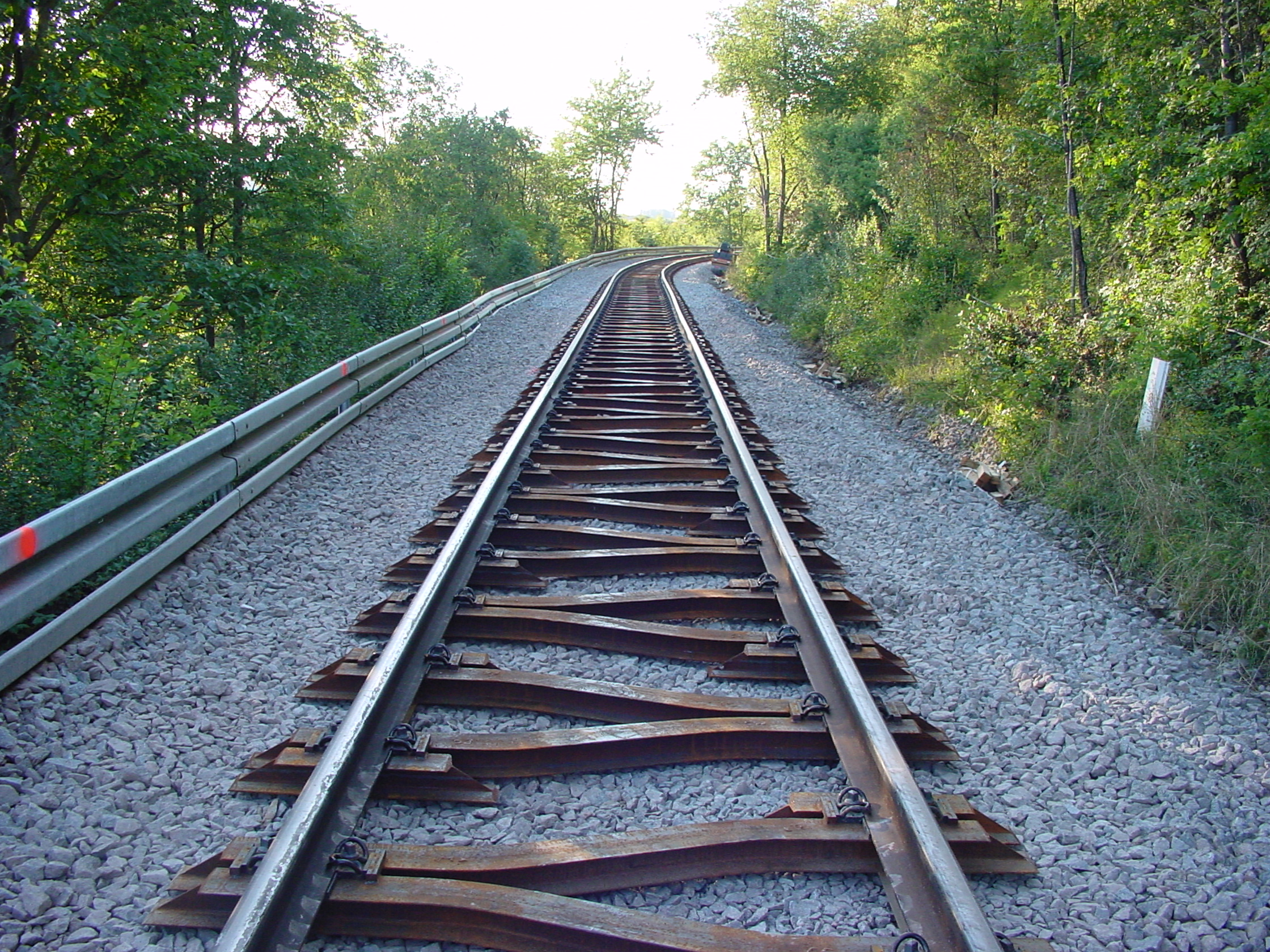
Traviesas en "Y". Detalle

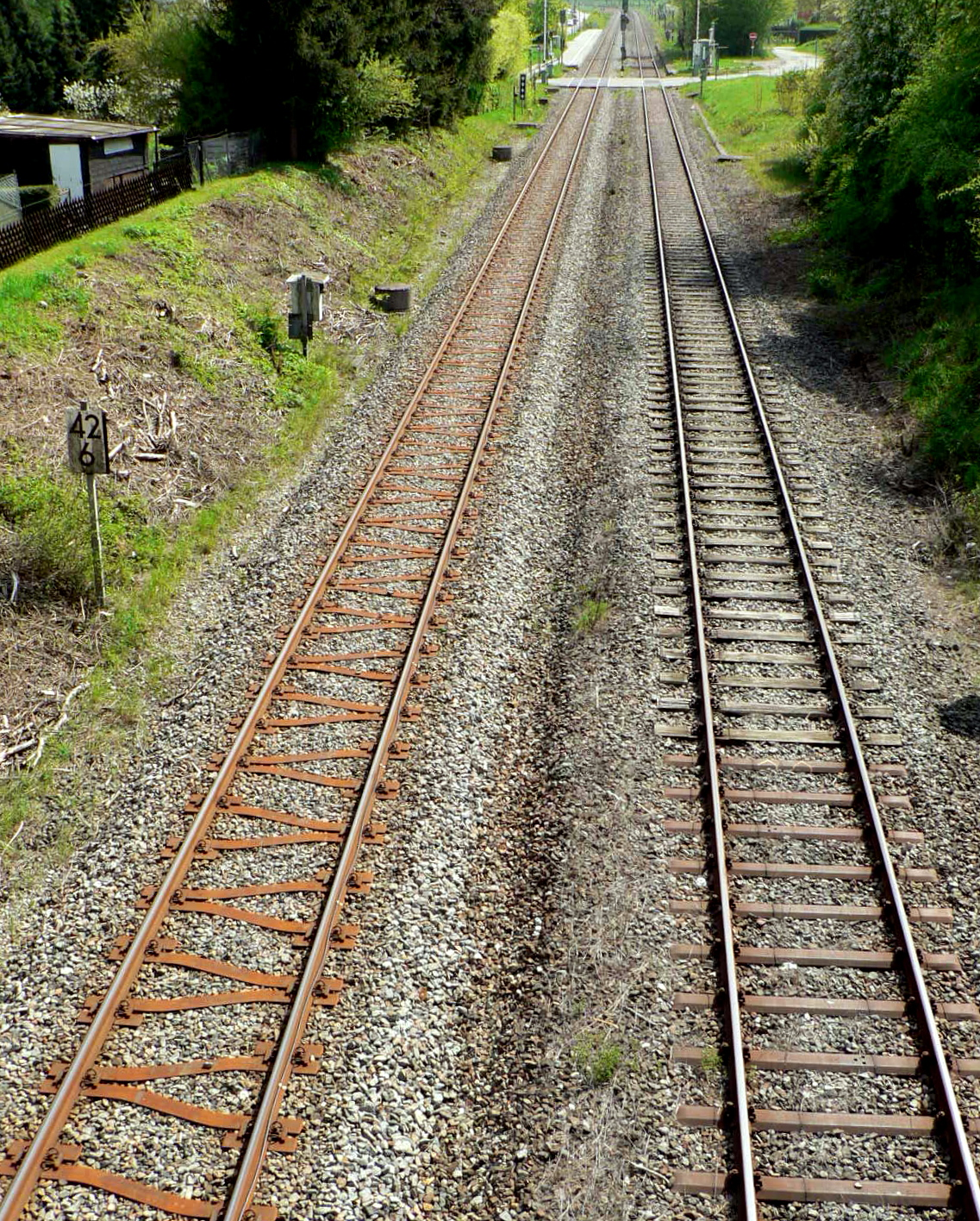
Traviesas en forma de "Y" junto a una vía convencional

Las inusuales traviesas con forma de "Y" se desarrollaron por primera vez en 1983. Se trata de dos perfiles de acero unidos por un punto, que se disponen diagonalmente entre los carriles para formar una configuración triangulada, con tres sujeciones en cada traviesa. En comparación con las traviesas convencionales, el volumen de balasto necesario se reduce debido a sus adecuadas características de distribución de carga. Los niveles de ruido generado son altos, pero su resistencia al descuadre de las vías es muy buena, debido a que forman con los carriles una estructura triangulada muy estable. En las curvas, el contacto con los carriles por tres puntos de las traviesas en "Y", implica que no es posible mantener un ajuste geométrico completamente regular entre traviesas sucesivas.
La sección transversal de las traviesas es un perfil doble T.
Hasta el año 2006, se habían construido menos de 1000 km (621 mi) de vías con traviesas en "Y", de los que aproximadamente el 90 por ciento está en Alemania.

### Traviesas gemelas
La compañía Leonhard Moll Betonwerke GmbH & Co KG comercializa el sistema de traviesas gemelas "ZSX", que consiste en parejas de traviesas de hormigón pretensado conectadas longitudinalmente mediante cuatro barras de acero. Se dice que el diseño es adecuado para vías con curvas cerradas, para líneas sometidas a esfuerzos térmicos (como las operadas por trenes con freno eléctrico), y para puentes y viaductos; así como en la transición entre vías convencionales y vías en placa.

### Traviesas anchas

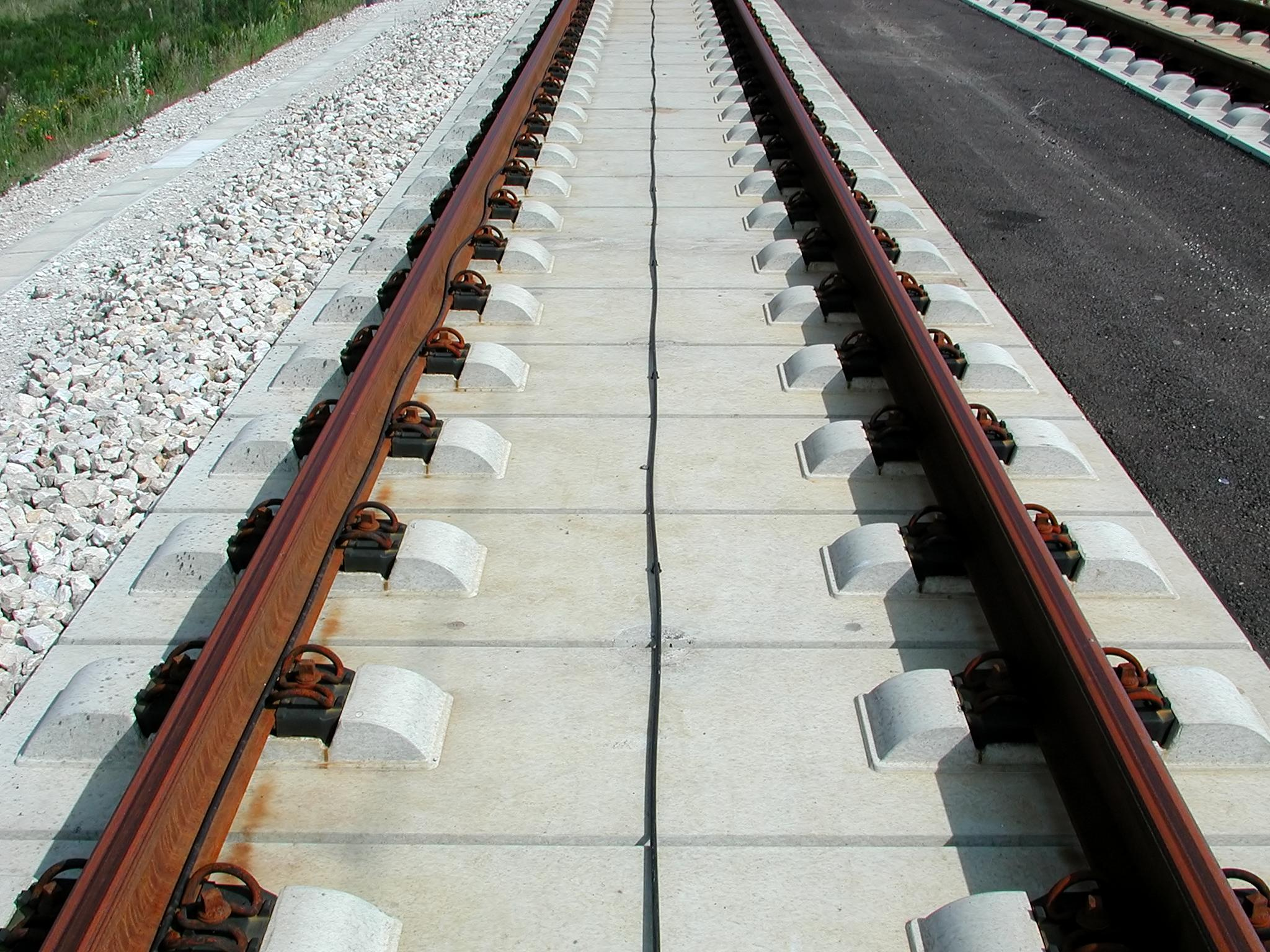
Sistema de traviesas anchas de hormigón

Las traviesas monobloque de hormigón también se han fabricado con anchuras muy superiores a los 30 cm habituales (hasta una anchura de 57 centímetros (22,4 plg)), de modo que no haya balasto entre las traviesas, consiguiendo de esta manera aumentar la resistencia al desplazamiento lateral y reduciendo la presión sobre el balasto. Este sistema se ha utilizado en Alemania, donde también se han empleado traviesas anchas junto con el sistema de vía en placa GETRAC A3.

### Traviesas de marco
Las traviesas de marco (en alemán: Rahmenschwelle) conectan parejas de traviesas con dos montantes longitudinales, mediante los que se forma una sola pieza de hormigón monolítica rectangular con un orificio central también rectangular. Este sistema se usa en Austria, con la particularidad de que la vía queda fijada en las cuatro esquinas del marco y también en el centro de los montantes longitudinales. A su vez, las traviesas de marcos adyacentes quedan unidas entre sí. Las ventajas de este sistema sobre la vía con traviesas convencionales es el aumento de la superficie de apoyo sobre el balasto. Además, los métodos de construcción utilizados para este tipo de vía son similares a los utilizados para la vía convencional.

### Vía reticulada
En la vía reticulada, las traviesas se colocan paralelas a los carriles, y miden varios metros de largo. La estructura es similar a la de la vía de gran ancho desarrollada por el ingeniero británico Isambard Kingdom Brunel (1806-1859) para el Great Western Railway. Estas traviesas longitudinales se pueden usar con balasto, o con soportes elastoméricos sobre una plataforma sin balasto.

## Otros usos

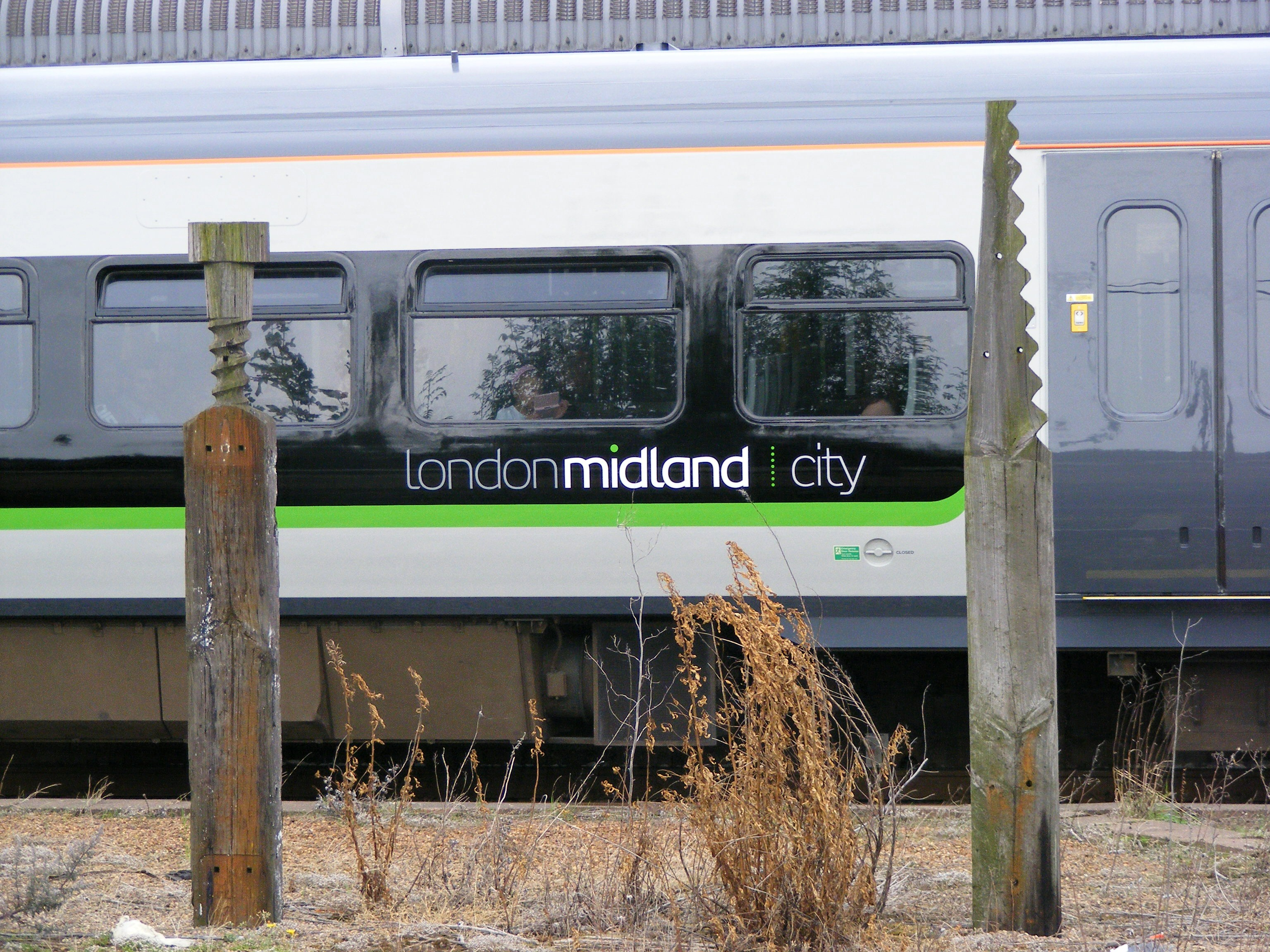
Traviesas de madera recicladas utilizadas como esculturas en la estación de Northfield

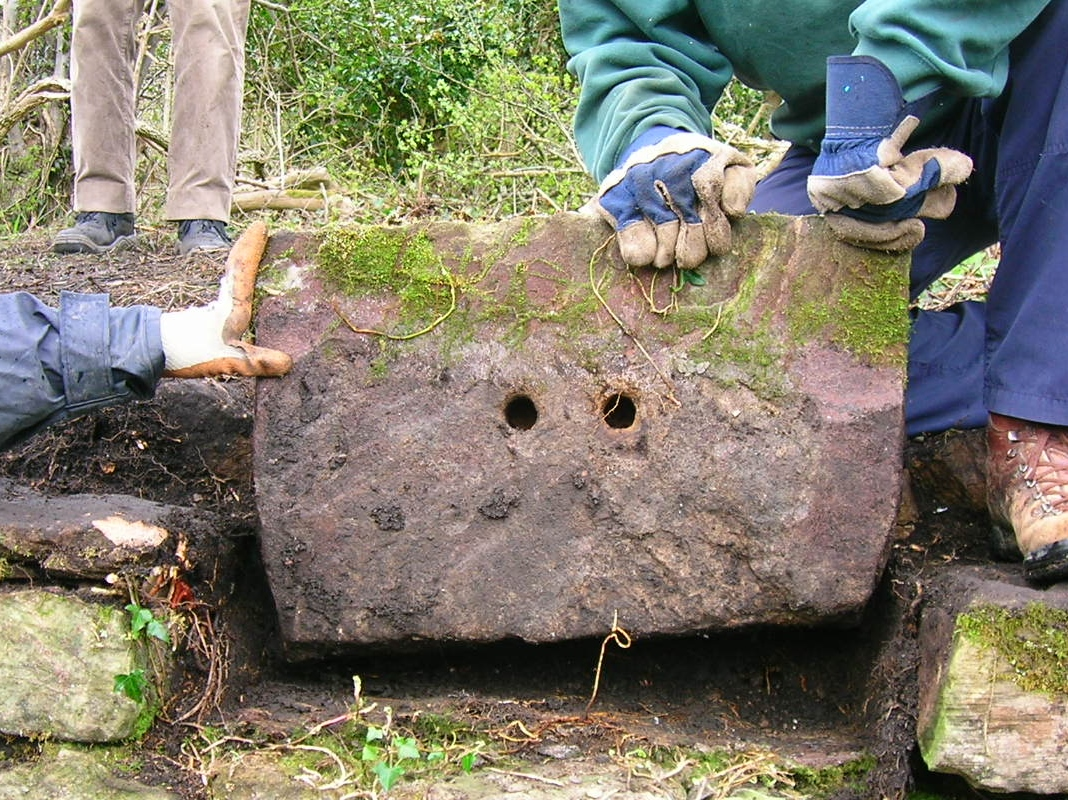
Bloque de piedra del Ferrocarril de Ardrossan de ancho escocés, utilizada en un muro de carga

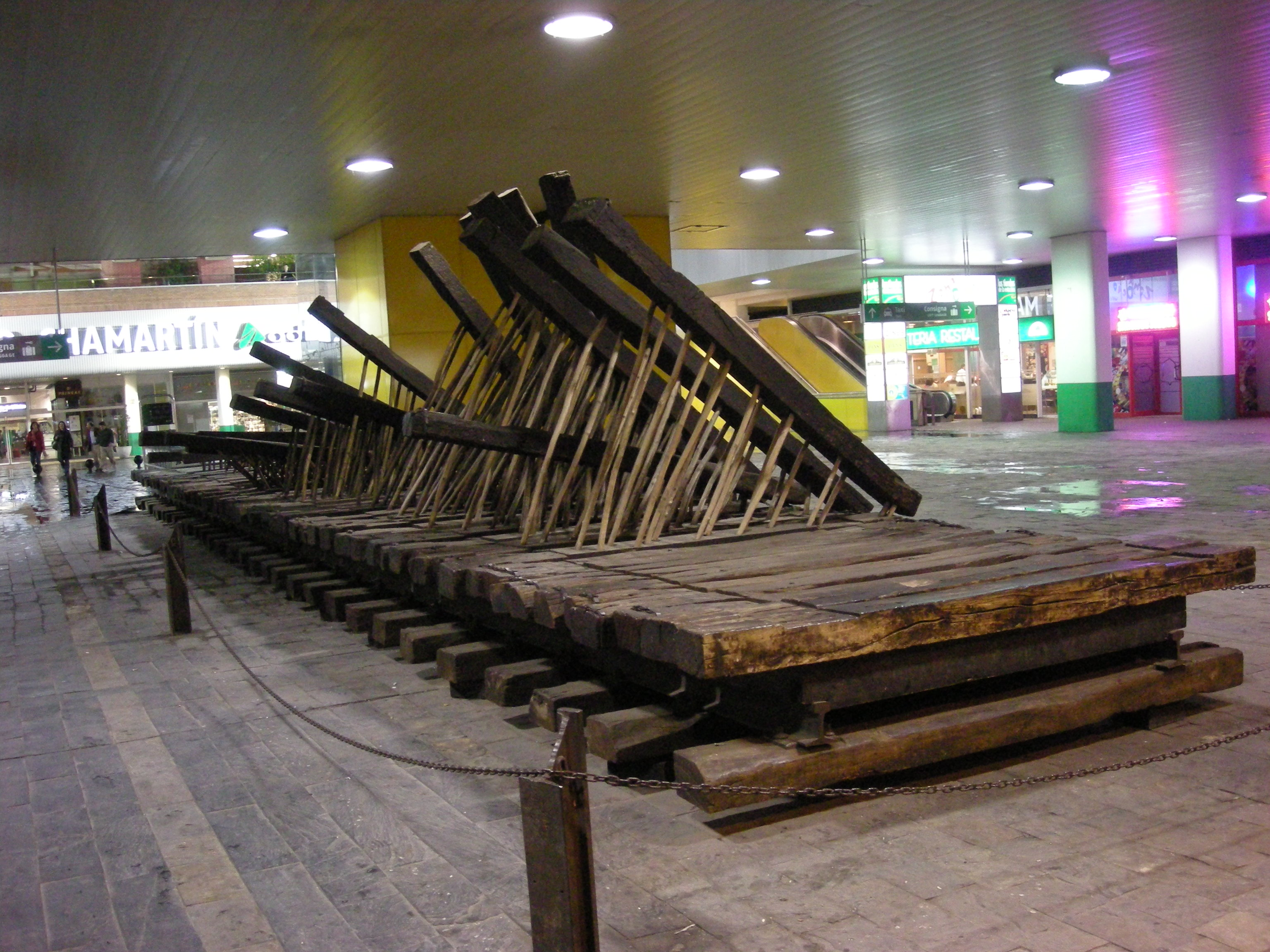
Ola a ritmo de txalaparta, obra de Agustín Ibarrola realizada con traviesas. Estación de Chamartín (Madrid)

En los últimos años, las traviesas ferroviarias de madera también se han convertido en un elemento muy popular en jardinería y paisajismo, tanto para crear muros de contención como bordillos en los jardines, y a veces también para construir escalones. Tradicionalmente, las traviesas vendidas con este propósito han sido retiradas de las líneas ferroviarias cuando se reemplazan por otras nuevas, ya que su vida útil a menudo se ve limitada debido a la pudrición, aunque también hay algunas empresas que venden traviesas nuevas. Debido a la presencia en la madera de sustancias conservantes como el alquitrán de hulla, la creosota o sales de metales pesados, las traviesas ferroviarios introducen un elemento adicional de contaminación del suelo en los jardines y muchos propietarios evitan su uso.
De hecho, en Alemania (y luego en el resto de la Unión Europea), se prohibió por ley en 1991 el uso de traviesas ferroviarias de madera como material de construcción (es decir, en jardines, casas y en todos los lugares donde sería probable el contacto regular con la piel humana, en todas las áreas frecuentadas por niños y en todas las áreas asociadas con la producción o manipulación de alimentos), porque representan un riesgo significativo para la salud y el medio ambiente.
En muchos países se pueden adquirir traviesas nuevas de roble o de pino de la misma longitud (2,4 m) que las traviesas de ferrocarril estándar, pero sin estar impregnadas con productos químicos peligrosos, que son comercializadas específicamente para la construcción de jardines. Su precio es aproximadamente el doble que el de una traviesa del ferrocarril reciclada. En algunos lugares, las traviesas ferroviarias se han utilizado en la construcción de infraviviendas próximas a las vías del ferrocarril. También se usan como elementos de sostenimiento para dársenas y amarres en ámbitos portuarios.
El artista español Agustín Ibarrola ha utilizado traviesas recicladas de Renfe en varios proyectos escultóricos.

## Lecturas relacionadas
- Kaewunruen, Sakdirat (2008). Dynamic properties of railway track and its components, Chapter 5 in: New Research on Acoustics. Nova Sciences. ISBN 978-1-60456-403-7.
- Oaks, Jeff (2006). «Date Nail Info». Archivado desde el original el 21 de abril de 2014. Consultado el 3 de noviembre de 2007.
- Remennikov, Alex M.; Sakdirat Kaewunruen (17 de agosto de 2007). «A review on loading conditions for railway track structures due to train and track vertical interaction». Structural Control and Health Monitoring (John Wiley & Sons) 15 (2): 281-288. doi:10.1002/stc.227.
- Taylor, H.P. (17 de agosto de 1993). «The railway sleeper: 50 years of pretensions, prestressed concrete». The Structural Engineer ( Institution of Structural Engineers) 71 (16): 281-288.
- Smith, Mike (2005). «Track used on British railway lines». Archivado desde el original el 18 de septiembre de 2017. Consultado el 5 de noviembre de 2007.
- Vickers, R. A., ed. (1992). Cost-effective maintenance of railway track. Thomas Telford. ISBN 0-7277-1930-0.
- Wood, Alan Muir (2004). Civil Engineering in Context. Thomas Telford. ISBN 0-7277-3257-9.